# Transformaciones de París durante el Segundo Imperio

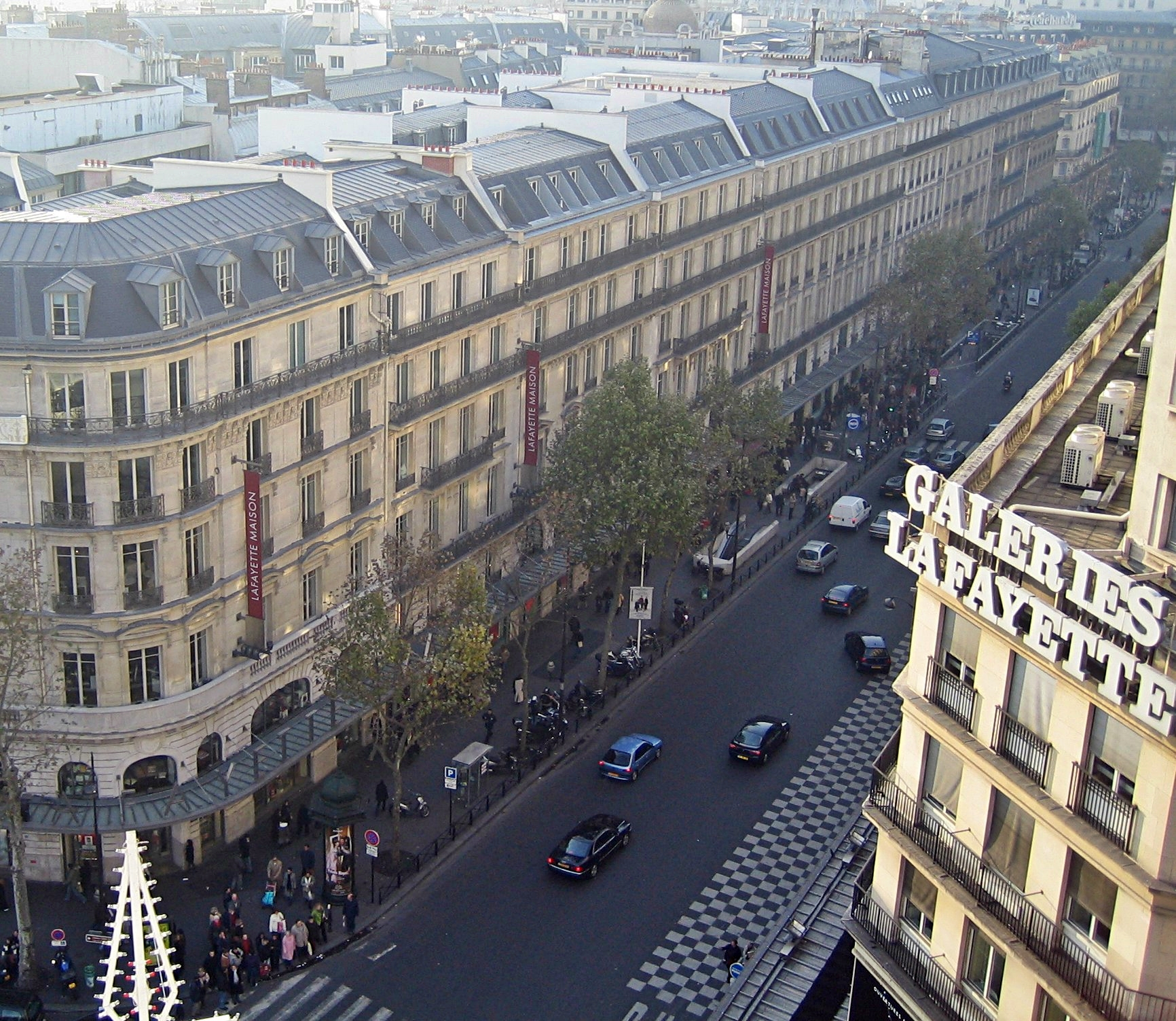
Vista del Boulevard Haussmann

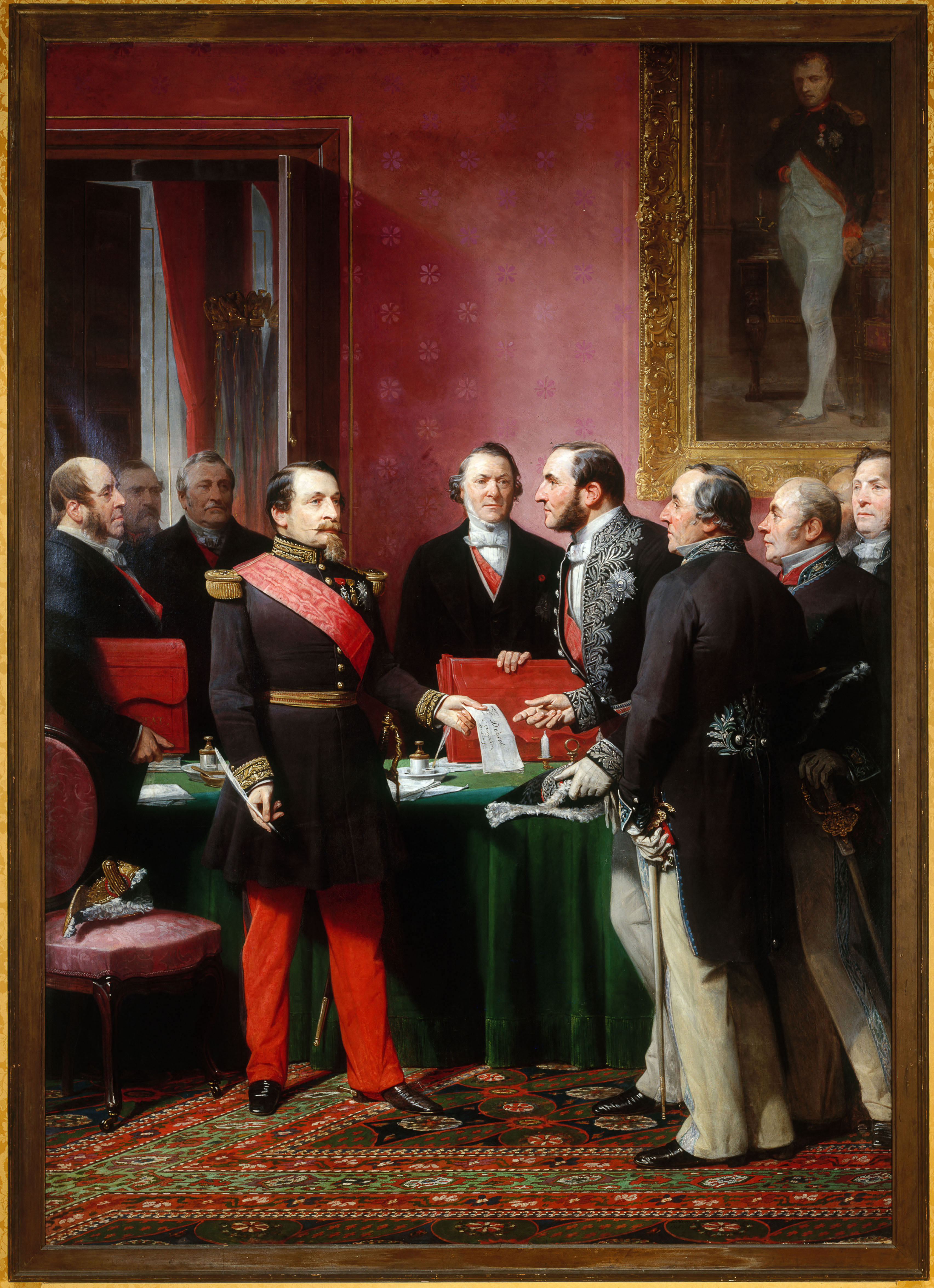
Napoléon III remet au baron Haussmann le décret d'annexion à Paris des communes suburbaines (Auteuil, Passy, Batignolles, Montmartre, La Chapelle, La Villette, Belleville, Charonne, Bercy, Vaugirard y Grenelle) por Adolphe Yvon (1860).

Las transformaciones de París durante el Segundo Imperio o trabajos haussmanianos constituyeron la modernización del conjunto de la capital francesa llevada a cabo de 1852 a 1870 por Napoleón III y el prefecto Haussmann.
El proyecto cubrió todos los dominios del urbanismo, tanto en el corazón de París, como en los barrios periféricos: calles y bulevares, reglamentación de las fachadas, espacios verdes, mobiliario urbano, redes de alcantarillado y abastecimiento de agua, equipamientos y monumentos públicos.
Fuertemente criticada por algunos de sus contemporáneos por su enorme costo y por haber reducido la mezcla social, olvidada durante una parte del siglo XX y después rehabilitada por el descrédito del urbanismo de la posguerra, esos trabajos condicionaron para siempre el uso diario de la ciudad por sus habitantes. Sentaron el fundamento de la imagen popular de la capital francesa en el mundo, superponiendo al Viejo París y a sus callejas pintorescas un París moderno hecho de anchos bulevares y plazas despejadas.

## 1852: Un emperadormodernoy decidido frente a una ciudad medieval

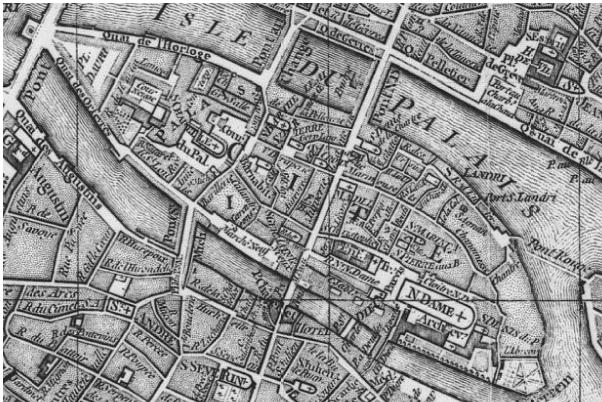
La isla de la Cité y su tejido urbano medieval antes de los trabajos haussmannianos (plano Vaugondy de 1771).

A mediados del siglo XIX, el centro de París, contrariamente a la creencia popular, no era más que una ciudad de la Edad Media. 
París siempre se había reconstruido sobre sí misma; el crecimiento demográfico de la capital en el siglo XVIII y las primeras décadas del siglo XIX, causó una densificación considerable de las áreas centrales, es decir, de los barrios situados dentro de la antigua muralla de Carlos V, rectificada después en tiempos de Luis XIII. Una red de calles estrechas impedían la circulación (en 1851 en París, había 60 259 vehículos y la longitud de todas las calles de la ciudad en conjunto alcanzaron 500 km) y las casas acogían una población pobre cada vez más numerosa, origen de una insalubridad denunciada por los higienistas. 
De acuerdo con las ideas de la época, la estrechez de las calles y la altura de los edificios impedían la circulación del aire y la dispersión de las «miasmas» portadoras de enfermedades y de muerte. Las calles tenían un ancho de máximo cinco o siete metros, pero siempre se veía reducido debido a la basura arrastrada por las corrientes del agua del Sena.
 Las clases ricas tendían cada vez más a salir de esos barrios para instalarse en los faubourgs del norte y del oeste. Fue este proceso de pauperización del centro, con la peligrosidad política que lo acompañaba, lo que se quiso atacar básicamente, con las grandes obras del siglo XIX.
La vivienda típica del París medieval estaba construida con muros de madera y un entramado lleno de piedras irregulares con yeso o cal y arena. Las habitaciones tenían una o dos ventanas por planta, y contaban con pisos de madera y adobe comunicados entre sí con escaleras en forma de caracol. Las únicas casas equipadas con una cocina y una chimenea eran las de los nobles o señores feudales.
Algunos ejemplos de como era el París de antes de la remodelación se pueden encontrar en las obras Los miserables o Nuestra Señora de París. Sin embargo, la Edad Media no sólo dejó un legado de calles pequeñas, sino que también monumentos bellísimos tales como Notre-Dame, la Sainte-Chapelle y Le Palais du Louvre.

### La llegada a las primeras tentativas de modernización
Para la llegada de la Edad Moderna, París quiso ser embellecida por los reyes, que buscaron recursos para incrementar el abastecimiento de agua y la unión de islas que componían la ciudad mediante el tendido de puentes. El Barroco fue el estilo al que respondió este intento de mejoras urbanas y a la intención política de ampliar y regular la ciudad a través de la prohibición de construir con planchas de madera sin yeso, la limitación de altura para los edificios y la regulación de la longitud de los ejes urbanos entre otras cosas. A su vez, varios edificios fueron demolidos y surgieron "edificios de renta", donde convivían ciudadanos de todas las clases sociales.
No obstante, vale la pena aclarar que para lo que fue el siglo XIX y poder comprender en profundidad a qué se debió el desarrollo de los hechos que llevó a la haussmannización, debemos pensar en los grandes cambios mundiales e históricos que afectarían a la visión de urbe. La Revolución Industrial (1762-1842), entre otras cosas, llevó al convencimiento de que lo importante era aumentar la riqueza de los individuos y de las naciones por todos los medios posibles. Con este criterio, se llevó a priorizar la producción por sobre los valores humanos y sociales dejando consecuencias en la forma y el desarrollo de las ciudades.
Otro factor histórico nacional, pero del cual no podemos desligarnos, es el de la Revolución francesa (1789-1799). En un contexto de monarquía absoluta donde no había lugar para movimientos sociales, el comercio estaba muy regulado, aumentaban constantemente precios e impuestos y la burguesía no contaba con acceso a ningún tipo de decisión, el caos era inminente. Ante una presión social en alza, el rey Luis XVI se vio obligado a convocar a los Estados Generales (nobleza, clero y pueblo) para poder redefinir el sistema representativo. Como, de esperarse, los representantes del pueblo se vieron desfavorecidos en la votación y se produjo una revolución social de tal índole que se culminó con la toma de la Bastilla. Luis XVI se ve obligado a abandonar el Palacio de Versalles aceptando la Soberanía Nacional. 
Para los años 1789 y 1791, se lograron convocar a una Asamblea Nacional y crear una nueva Constitución donde, entre muchos otros beneficios populares, se declararon los Derechos del Hombre y el Ciudadano y se suprimieron los privilegios de la nobleza y el clero. 
Más allá del contento social por lo logrado, la crisis económica y política era tal que era imposible establecer el orden. Motivo por el cual, en 1795 se convoca a un Directorio encargado del poder ejecutivo para poder conciliar un gobierno colectivo y de orden social. Poco duró su tiempo de desarrollo ya que, en 1799, se realiza un golpe de Estado por parte de Napoleón Bonaparte conocido como el golpe de Estado del 18 de brumario, donde en primer lugar se encasilla como cónsul y luego como Emperador de los franceses. 
Napoleón I tuvo intenciones de modernizar la ciudad con la idea de una "París renovada", pero no contaba con el apoyo tal como para emprender un cambio de esa índole. Limitó su trabajo a la construcción de cuatro nuevos cementerios, un canal que abasteció a las nuevas fuentes de la ciudad, la descentralización de mataderos y cuatro nuevos puentes. De hecho, tras su caída en 1814 y para borrar todo rastro del Imperio Napoleónico, se levantaron varias esculturas para hacer honrar la memoria de Luis XVI. Claramente, las intervenciones urbanas de esta etapa sirvieron a la aristocracia, por lo que las transformaciones fueron exclusivamente de carácter ornamental, acompañado de la construcción de iglesias, teatros y fuentes y la mejora en barrios de las clases más privilegiadas.     
Sin embargo, tras una nueva revuelta social que cada vez cobraba mayor voz debido a las deshumanizantes condiciones de vida de las clases populares unidas con las clases medias, la corona se ve obligada a reconocer nuevamente la Soberanía Nacional en la Revolución de 1830. Así es como toma lugar la burguesía comercial, siendo esta la única con derecho a voto, y asume Luis Felipe I.      
Es en su mandato donde se logra reforzar el control de la administración pública, fortaleciendo en especial el poder de los Prefectos del Sena, quienes constituyeron la máxima autoridad a la que se le confiaba el desarrollo urbano de París. Varios funcionarios antecedieron a Haussmann en este cargo, pero sin duda el destacado fue el prefecto Rambuteau quien planteaba un plan de reestructuración que no afectaba abruptamente la propiedad privada, y configuró un plan de acción urbana aprobado por los funcionarios municipales donde planteaba una lenta transformación de París. De todos modos, una nueva revuelta impidió que se pueda llevar a cabo.                     
La Revolución de 1848 surgió por una oleada de movilizaciones que, uniendo a la pequeña burguesía con la clase obrera y estudiantes, llevaron a Luis Felipe I a abdicar y a la consolidación de un gobierno provisional que, a través del sufragio universal masculino, dio paso a la Segunda República Francesa en manos de Luis Napoleón Bonaparte. Así fue como la burguesía de manera generalizada le dio la bienvenida para luego rendirse con facilidad ante el golpe de estado que ocasionó en 1851 y a la proclamación del Imperio en diciembre de 1852.
Al comienzo del Segundo Imperio se introdujeron nuevas disposiciones reglamentarias que, junto con la ley de 1841 sobre la expropiación por causa de utilidad pública y de un recurso sistemático al endeudamiento, formarían las bases de la política edificatoria del nuevo prefecto del Sena nombrado por el emperador. En 1845, el reformador social francés Victor Considérant escribió:

París, es un inmenso taller de putrefacción, donde la pobreza, la peste y las enfermedades trabajan juntas, donde apenas penetran ni el aire ni el sol. París, es un mal lugar donde las plantas se marchitan y perecen, donde de siete niños pequeños mueren seis en el año.
Paris, c’est un immense atelier de putréfaction, où la misère, la peste et les maladies travaillent de concert, où ne pénètrent guère l’air ni le soleil. Paris, c’est un mauvais lieu où les plantes s’étiolent et périssent, où sur sept petits enfans il en meurt six dans l'année.

La planta de las calles en la Ile de la Cité y en el quartier des Arcis, entre el Louvre y el Hôtel de Ville, había cambiado poco desde la Edad Media. La densidad de población en estos barrios era extremadamente alta en comparación con el resto de París. En el barrio de los Campos Elíseos, la densidad de la población se estimaba en 5380 hab./km²; en los barrios de Arcis y de Saint-Avoye, en el actual III Distrito, había un residente por cada tres metros cuadrados. En 1840, un médico describió un edificio en la Ile de la Cité, donde una habitación individual de cinco metros cuadrados en el cuarto piso estaba ocupada por veintitrés personas, adultos y niños. En estas condiciones, la enfermedad se propagó rápidamente. Dos epidemias de cólera asolaron la ciudad en 1832 y 1848. El cinco por ciento de los habitantes de estos dos barrios perecieron en la de 1848.

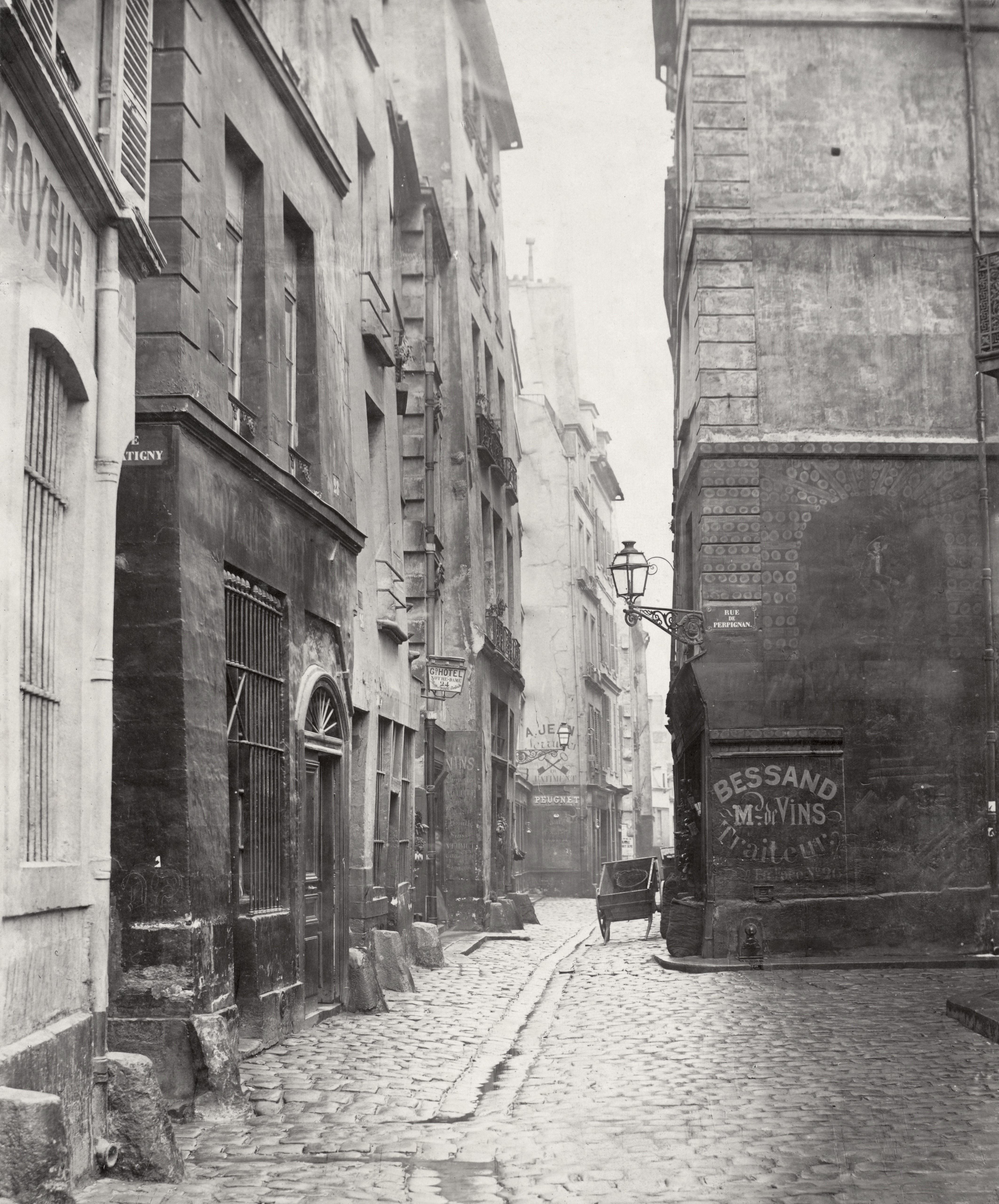
La rue des Marmousets, calleja sombría y medieval de la Ile de la Cité, en los años 1850, cerca del Hôtel-Dieu
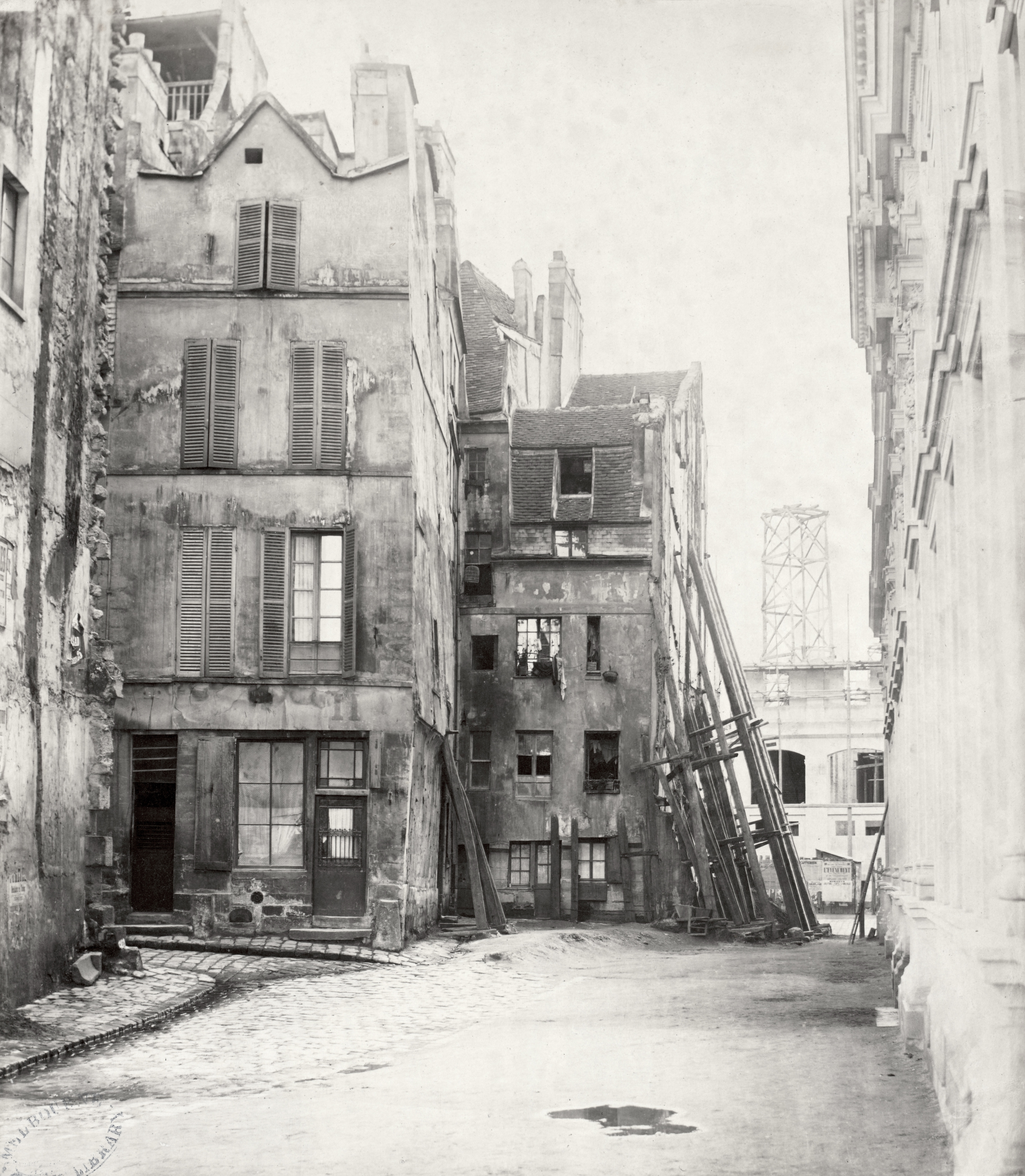
La rue du Marché aux fleurs en la Ile de la Cité, antes de Haussmann, hoy plaza Louis-Lépine
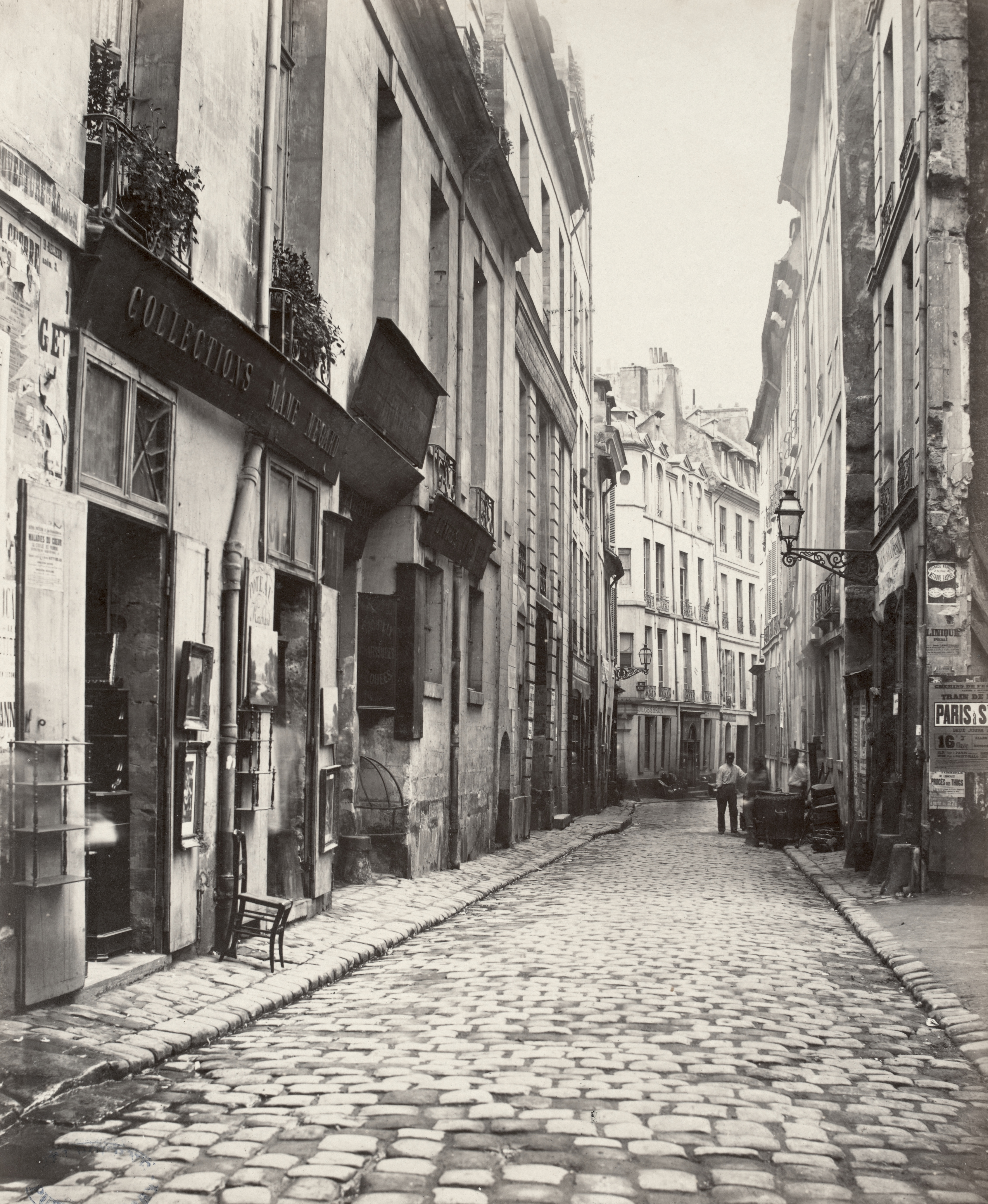
La rue du Jardinet en la Ribera izquierda, demolida por Haussmann para abrir el bulevar Saint-Germain
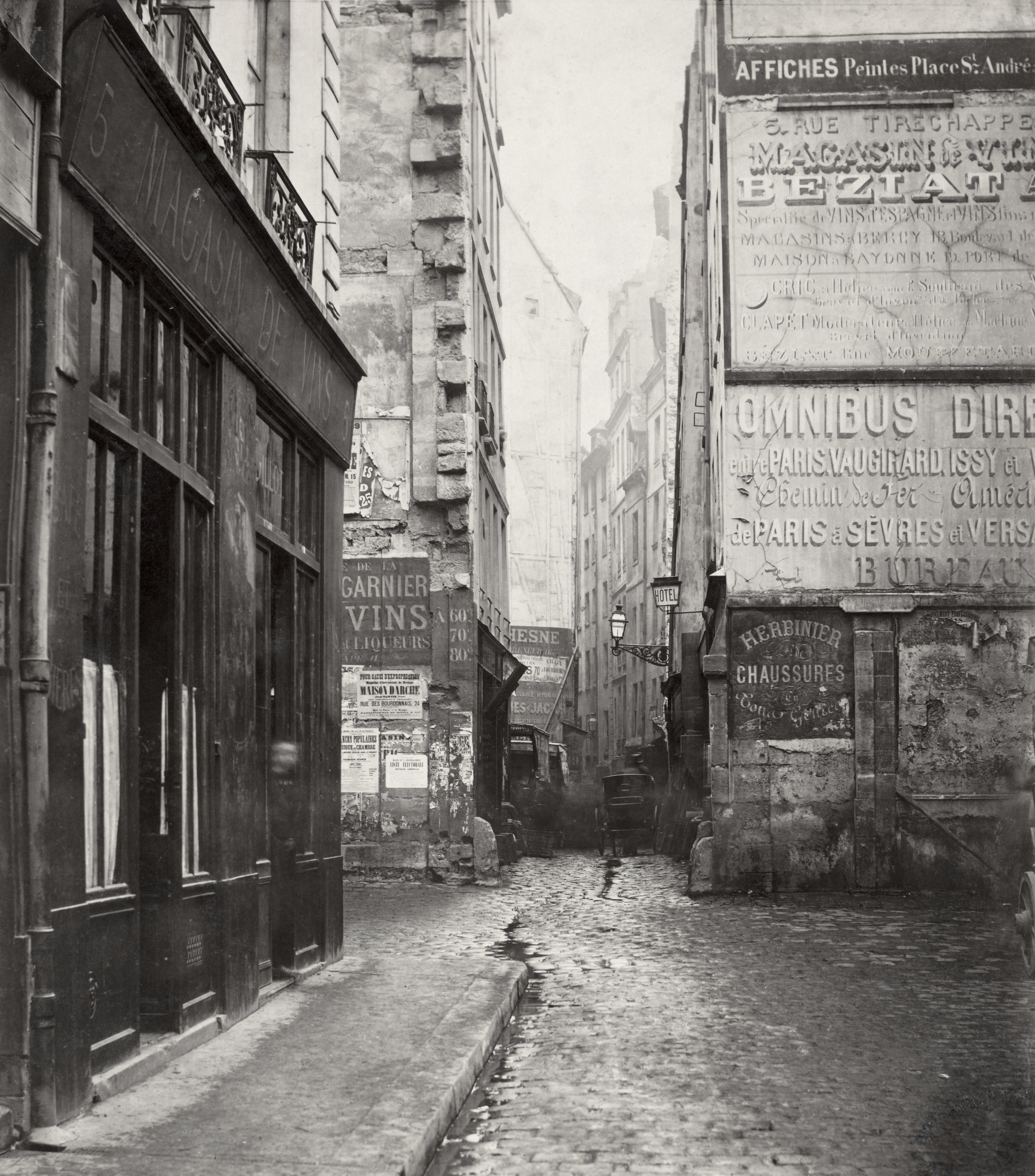
La rue Tirechamp en el viejo «quartier des Arcis», demolida en el curso de la prolongación de la rue de Rivoli

### Los comienzos del Segundo Imperio
Napoleón III tenía la voluntad de modernizar París. Habiendo vivido en Londres de 1846 a 1848, allí había visto una gran capital provista de grandes parques y redes de saneamiento y un país transformado por la Revolución industrial por lo que decidió retomar las ideas de Rambuteau. Finalmente, se trataba de facilitar mejor a la autoridad pública el control de una capital cuyos levantamientos populares habían derribado varios regímenes desde 1789. Los propietarios mismos, celosos también de la valorización de sus locales y su barrio, reclaman vías más anchas y rectas con el fin de facilitar los desplazamientos de las tropas.

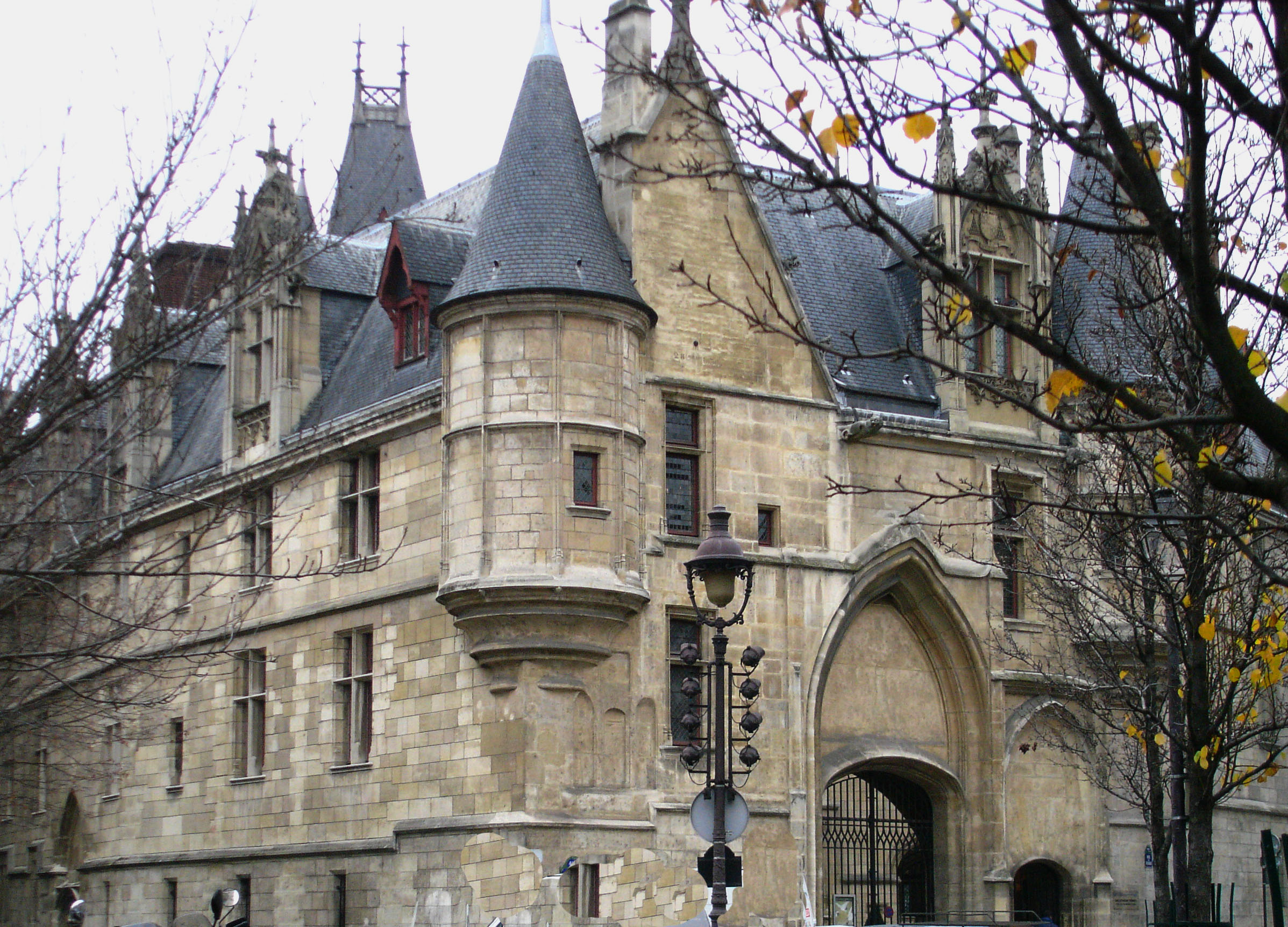
Le Marais (Hôtel de Sens), uno de los pocos barrios del centro escapados casi por completo a la piqueta de Haussmann.

Para poner en ejecución este ambicioso proyecto, el nuevo emperador disponía de un poder fuerte, capaz de superar todas las resistencias, lo que les faltó a sus predecesores.
Le quedaba a Napoleón III encontrar a un hombre capaz de dirigir actuaciones a gran escala. Fue el papel que va a cumplir Georges Eugène Haussmann, hombre de acción riguroso y organizado, al que nombró prefecto del Sena en junio de 1853 con la misión de «airear, unificar y embellecer la ciudad»
Por lo tanto, los hechos que fueron sólo el preámbulo de la llegada de Georges Eugène Haussmann al escenario del Segundo Imperio Francés pueden resumirse así: el apogeo de la industria y el nacimiento de una burguesía poderosa, la maduración del capitalismo en Francia y su reflejo en París, la revolución de 1830, las crisis económicas que aislaron a la ciudad, las malas condiciones de París y la exigencia burguesa de una ciudad a su altura, y por último, la revolución de 1848 y el temor del Imperio de Napoleón III a cualquier otra rebelión con tinte socialista.

## La cooperación entre la normalización pública y la iniciativa particular

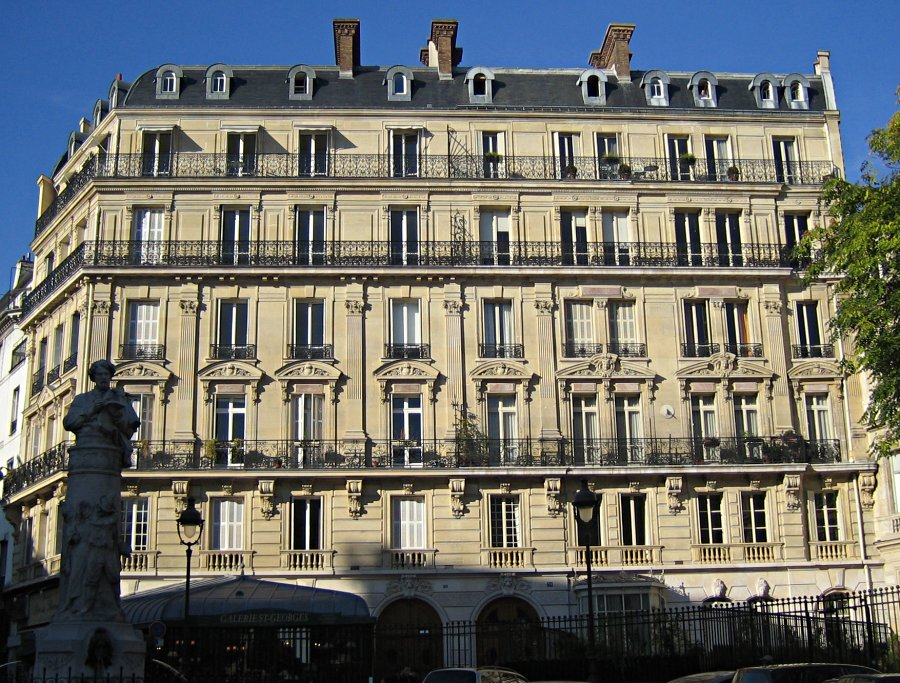
Plaza Saint-Georges

Influidos por el sansimonismo, Napoleón III e ingenieros como Miguel Chevalier o empresarios como los hermanos Pereire creían en el voluntarismo económico, que puede transformar la sociedad y reabsorber la pobreza. Es un poder fuerte, e incluso autoritario, de animar a los capitalistas a lanzar grandes trabajos que beneficiaran al conjunto de la sociedad y en particular a los más pobres. El pivote del sistema económico es la banca, que se desarrolló considerablemente. Estos principios encuentran un campo ideal de aplicación en los proyectos de renovación de París. Los trabajos de Haussmann serán decididos y encuadrados por el Estado, puestos en ejecución por los empresarios privados y financiados por el préstamo.

### El sistema haussmanniano
En un primer momento, el Estado expropiaba a los propietarios de los terrenos concernidos por los planos de renovación. Luego demolía los inmuebles y construía los nuevos ejes con todos sus equipamientos urbanos (agua, gas, desagües). Haussmann, contrariamente a Rambuteau, recurrió a los préstamos masivos para encontrar el dinero necesario para estas operaciones, de 50 a 80 millones de francos al año. A partir de 1858, la Caisse des travaux de Paris (Caja de las obras de París) fue la herramienta preferida para la financiación. El Estado recuperaba el dinero prestado revendiendo el nuevo terreno en forma de lotes individuales a promotores que debían construir los nuevos edificios de acuerdo a un pliego de condiciones preciso. Este sistema permitió dedicar cada año a los trabajos una suma dos veces más elevada que el propio presupuesto municipal.
Entonces el sistema se resquebrajó poco a poco. Los préstamos masivos de la Caja generaron una deuda que ascendía a 1500 millones de francos en 1870 y eso contribuyó a desacreditar las grandes obras. Jules Ferry denunciará el agujero financiero en 1867: «Las cuentas fantásticas de Haussmann».

### La regulación pública

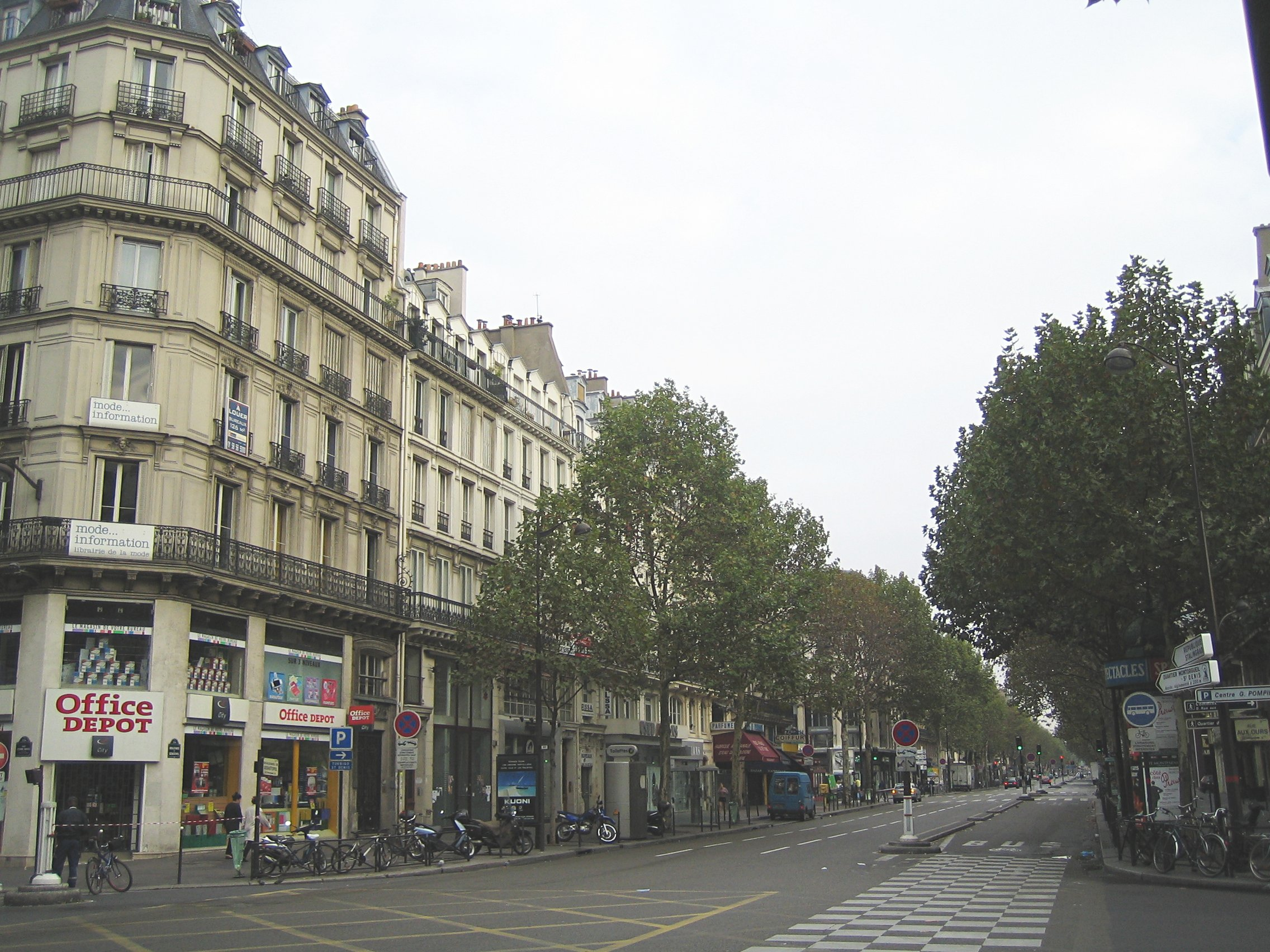
El boulevard de Sébastopol (inaugurado en 1858): la irrupción del bulevar en el corazón de París.

Haussmann se benefició de un marco legislativo y reglamentario acondicionado para facilitar los trabajos y asegurar la homogeneidad de las nuevas arterias.
El decreto del 26 de marzo de 1852 relativo a las calles de París, adoptado un año antes del nombramiento de Haussmann, habilitó los principales instrumentos jurídicos:
- disposición esencial: la administración decide por sí sola el perímetro de las expropiaciones. Por lo tanto, le era posible cortar a lo ancho el viejo tejido urbano, y no solo los edificios situados directamente sobre la superficie de la vía misma; las parcelas no utilizadas por la vía pública, beneficiándose de una fuerte plusvalía, muy alta, quedaban en propiedad de la ciudad, y escapaban a los antiguos propietarios. Sin embargo, no era cuestión de reducir las indemnizaciones que les correspondían. Serán estas disposiciones sobre las que Haussmann iba principalmente a apoyarse para llevar a cabo su política de grandes obras, muy caras pero muy efectivas.[10] Esta herramienta permitió arrasar una gran parte de la Île de la Cité o incluso todo el barrio, extremadamente poblado, situado entre el Châtelet y el Hôtel-de-Ville situado en el barrio de los Arcis. Después de 1860, sin embargo, el Consejo de Estado redujo el poder discrecional de la administración, lo que hizo más difícil las expropiaciones.

- la reglamentación de la nivelación de las vías de París, de la alineación de los edificios y de la conexión a los desagües.

Los poderes públicos intervienen a la vez sobre el gálibo de los edificios por la vía reglamentaria, y sobre el aspecto estético mismo de las fachadas por medio de servidumbres:
- el reglamento de urbanismo de París de 1859 permitía hacer subir las fachadas hasta 20 metros de altura en las calles de 20 metros de anchura que Haussmann estaba abriendo, mientras que la altura máxima era de 17,55 metros antes. Los tejados debían siempre inscribirse bajo una diagonal de 45 grados trazado desde el alero de la última planta.

- La construcción de edificios a lo largo de las nuevas vías estaba sometida a condiciones particulares sobre el aspecto de las fachadas. Las casas medianeras debían tener «las mismas alturas de piso y las mismas líneas principales de fachada». La utilización de la piedra tallada era obligatoria en los nuevos bulevares.

El papel capital jugado por los arquitectos de vías, encargados de la gestión de los vías y sus servicios públicos, marca la importancia tomada por los ingenieros en el seno de los grandes cuerpos del Estado.

## El desarrollo de las operaciones

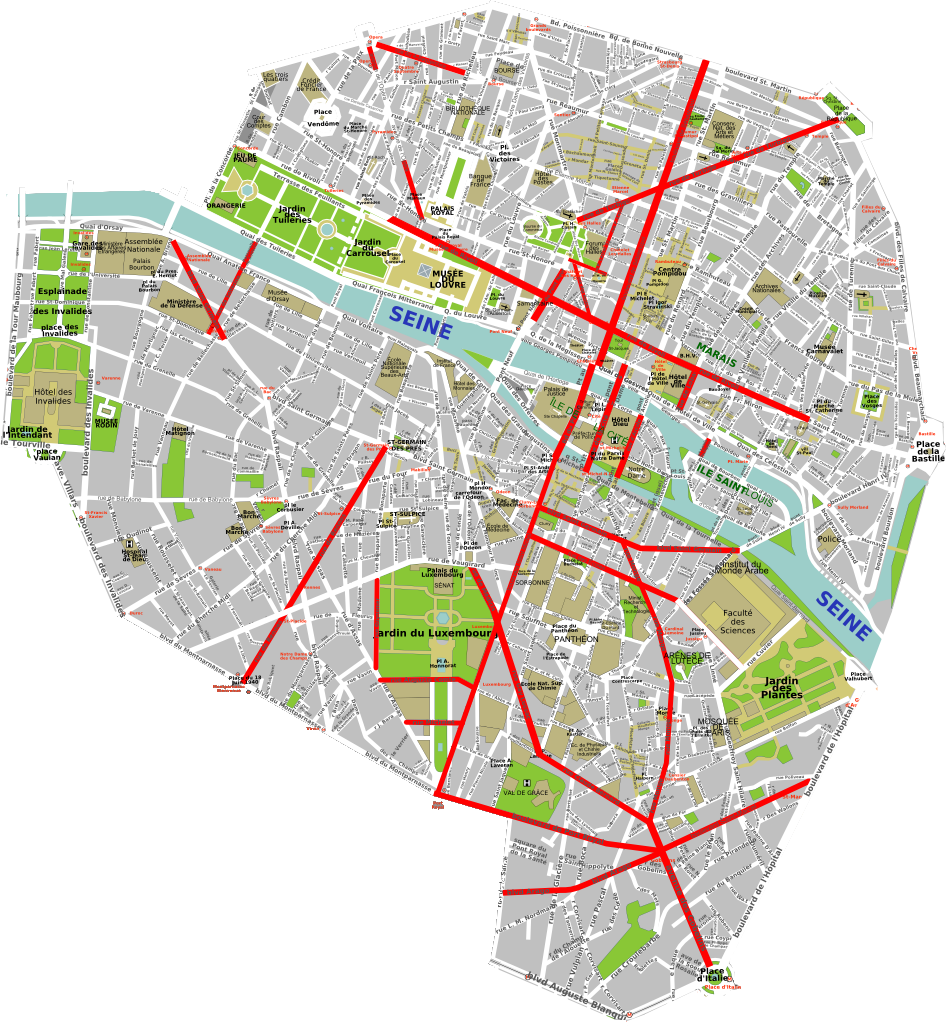
Los principales ejes creados o transformados entre 1850 y 1870 en el centro de París.

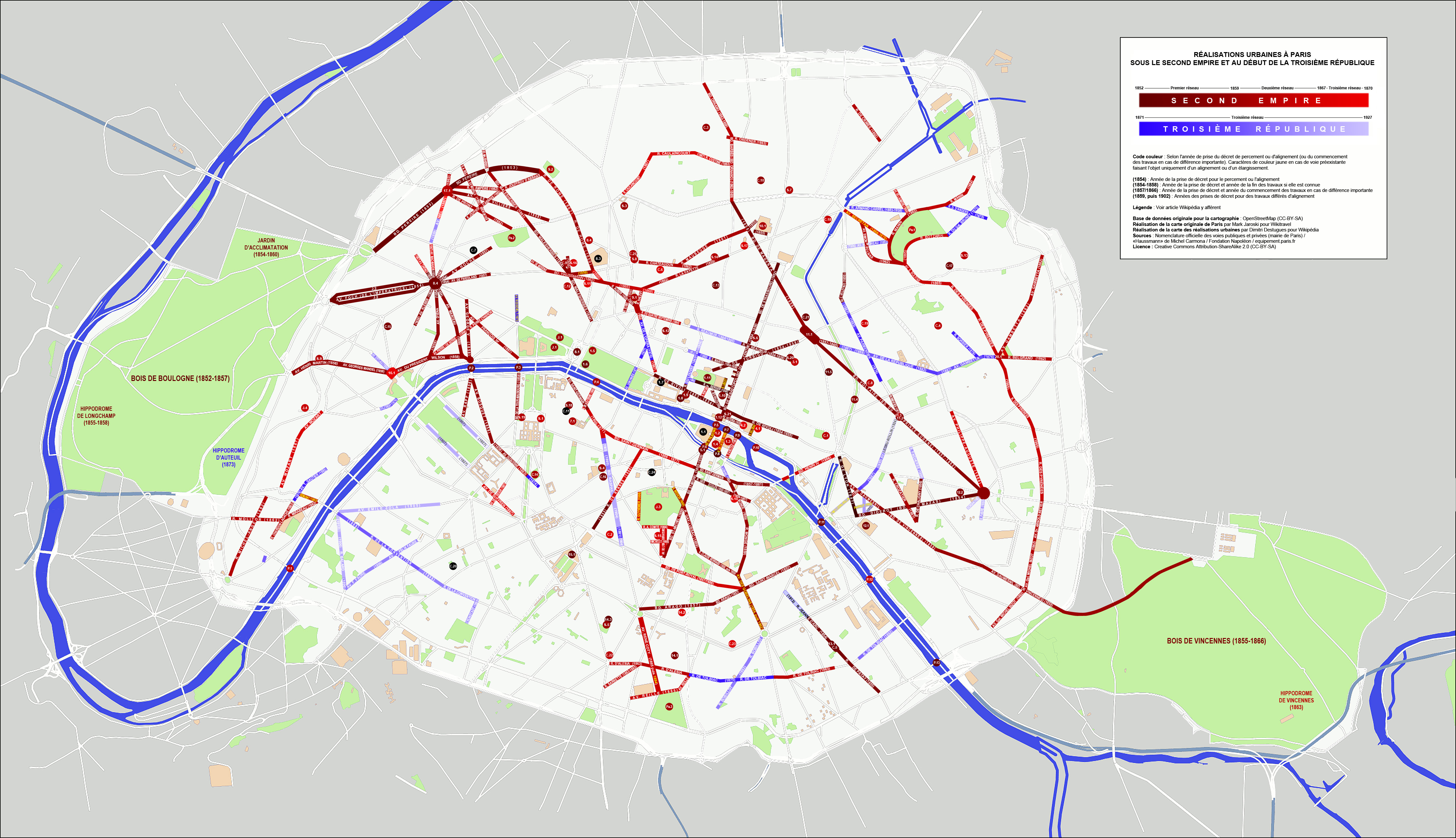
Los principales ejes creados o transformados bajo el Segundo Imperio y al inicio de la Tercera República.

Los antiguos distritos y el nuevo límite de París desde 1860

El desarrollo de las operaciones refleja la evolución del Imperio: autoritario hasta 1859, más liberal a partir de 1860. Se destruyen 20 000 casas para construir más de 40 000 entre 1852 y 1870. Algunas de estas operaciones de urbanismo se continuaran bajo la Tercera República Francesa, después de la salida de Haussmann y de Napoleón III. París absorbió en 1860 sus faubourgs (suburbios) hasta las «fortificaciones» que habían sido construidas por Thiers en 1844 (que fueron demolidas a partir de 1919).
Los doce antiguos distritos (Arrondissements) dieron paso a veinte nuevos distritos, que no mantuvieron ni los límites ni la numeración anterior. 

### Una red de grandes aperturas
Cuando Rambuteau había abierto una nueva vía importante en pleno centro de la ciudad, los parisinos se asombraron por su anchura: 13 m. Haussmann va a relegar la calle Rambuteau al rango de vía secundaria con una red de aperturas nuevas de 20 m y hasta 30 m. La avenida Foch, por su parte, que mide cerca de 120 m de ancho, con su paseos laterales monumentales. Comenzará a trabajar para la realización del boulevard Diderot, consecuencia de la ampliación de la antigua rue Mazas. La red de las arterias haussmannianas y post-haussmannianas constituye, todavía hoy, la osatura del tejido urbano parisina.

### La gran brecha norte-sur y este-oeste

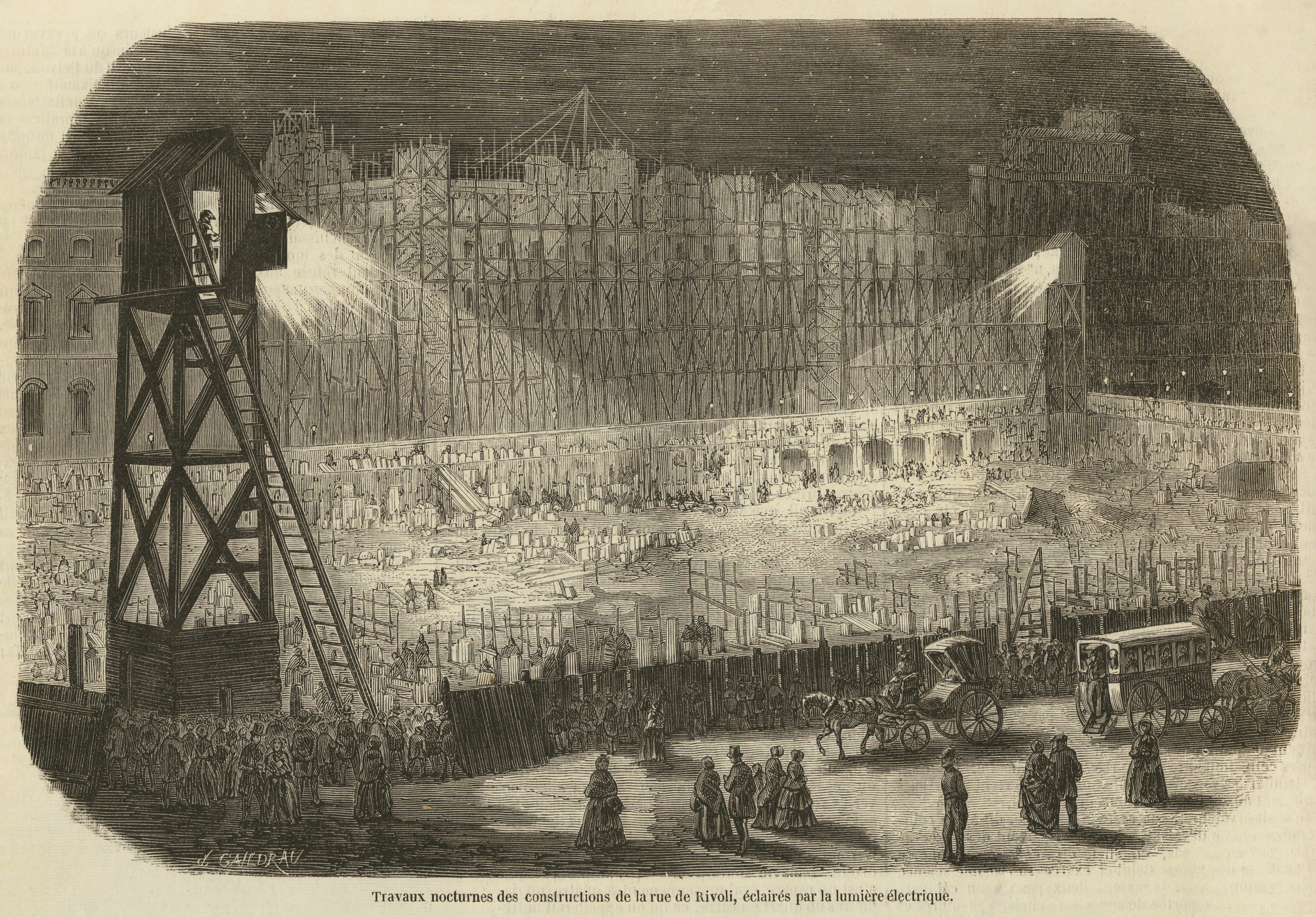
Trabajos nocturnos de la construcción de la rue de Rivoli, éclairés par la lumière électrique, L'Illustration 1854

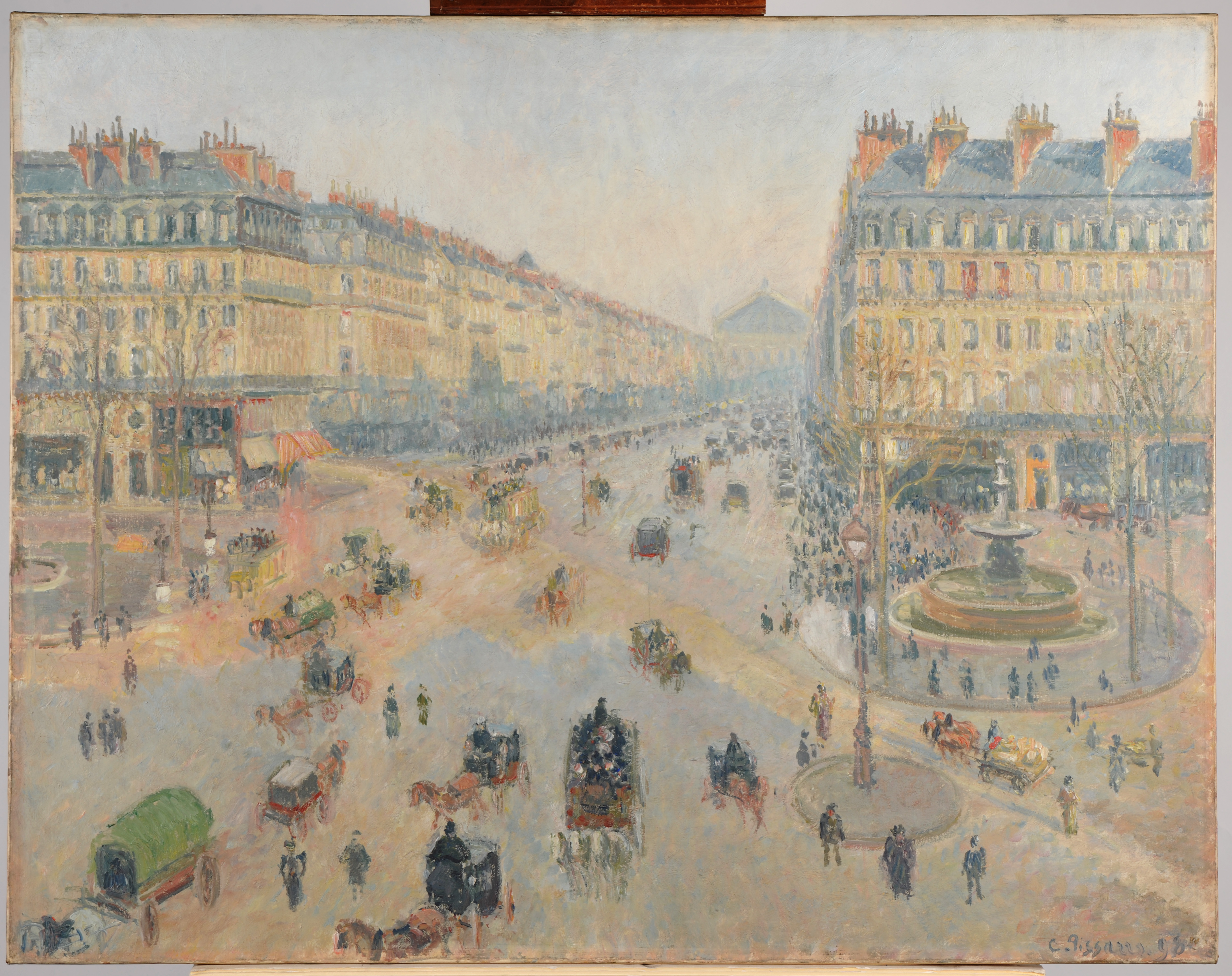
La avenida de la Ópera vista por Pissarro desde el actual hôtel du Louvre

De 1854 a 1858, Haussmann aprovecha el período más autoritario del reinado de Napoléon III para realizar lo que sólo esta década, posiblemente, podía hacer en toda la historia de París: transformar su centro abriendo una intersección gigantesca.
La construcción del eje norte-sur, del bulevar de Sébastopol al bulevar Saint-Michel, hizo desaparecer del mapa numerosas callejas y callejones sin salida. Formó una gran encrucijada al nivel de Grand Châtelet con la calle de Rivoli: esta última calle, originariamente establecida por Napoleón I a lo largo de las Tullerías se prolonga bajo el Segundo Imperio hasta la rue Saint-Antoine.
Durante este tiempo, Baltard y Félix-Emmanuel Callet acondicionaban y habilitaban las Halles, proyecto lanzado por Rambuteau, mientras que la Isla de la Cité era en gran parte demolida y reordenada. Sus puentes fueron reconstruidos u objeto de trabajos importantes. La rue des Halles fue realizada en 1854, a fin de enlazar les Halles con la plaza del Châtelet.
Los primeros trabajos en la orilla izquierda comenzaron a partir de 1854. La apertura de la rue des Ecoles hasta la rue des Fossés-Saint-Bernard, que ya se previó antes de la toma de posesión del prefecto Haussmann, permitió la terminación de un mejor servicio del barrio Latino y de sus colegios.
Haussmann completa esta gran encrucijada con ejes que conectan la primera corona de bulevares con el centro, tales como la rue de Rennes sobre la orilla izquierda y la avenida de la Ópera sobre la orilla derecha. Cabe señalar los trabajos de la avenue de l'Opéra no serán emprendidos en su mayoría hasta 1876 y no estarán totalmente terminados hasta 1879. En cuanto a la rue de Rennes, que debía llegar al Sena, nunca será terminada.

### La terminación de las coronas de bulevares
Haussmann prosigue la obra de Luis XIV. Ensancha los grandes bulevares y construye o planifica nuevos ejes de gran gálibo, como el bulevar Richard-Lenoir.
Los barrios occidentales se beneficiaron de una operación de prestigio: doce avenidas, la mayoría construidas durante el Segundo Imperio, se reunían en la place de l'Étoile. Entre ellas, la avenida Foch, bodeada por jardines, se distingue por su anchura excepcional de 120 m. En contraste con esta última la avenue de Friedland fue la primera parte de un eje que, después de la finalización del boulevard Haussmann, unirá la Place de l'Etoile con el barrio de la Opéra.
El bulevar Voltaire facilitó el contorneo del centro a partir de la plaza de la Nación y la Avenue Daumesnil despejó los barrios ribereños de la estación de Lyon, al tiempo que garantizaba el acceso al bosque de Vincennes.

### La tercera red: los distritos exteriores

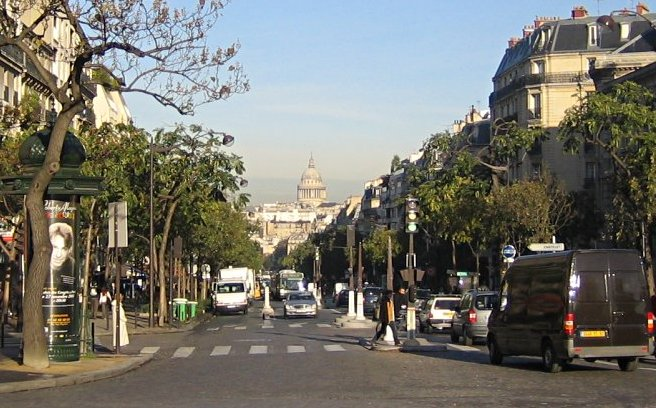
La avenida de los Gobelinos y la perspectiva sobre el Panteón Nacional.

En los últimos años de su mandato, Haussmann comenzó a acondicionar los distritos creados sobre el emplazamiento de las antiguas comunas anexionadas en 1860. Creó así una vía muy larga y sinuosa que perjudicaba a los distritos XIX, XX y XXI: rue de Puebla, rue des Pyrénées, avenue du Général-Michel-Bizot.
Algunos de los ejes conectaban los grandes bulevares de Luis XIV con los que van a lo largo del pared de los Granjeros generales. Los últimos tramos del Bulevar Haussmann y la línea derecha de la calle Fayette, realizados parcialmente antes de 1870, aseguraron un mejor servicio de los barrios de la Chaussée-d'Antin y del Faubourg Montmartre a partir de los distritos exteriores.
En la orilla izquierda, como los «boulevards du midi» [mediodía], que pasan por la plaza de Italia, la plaza Denfert-Rochereau y Montparnasse estaban demasiado alejados del centro, la idea de otra vía que atravesase en dirección este-oeste se impuso. Haussmann dobló la calle de las Escuelas, dibujada por Napoleón III, en su proyecto personal: el bulevar Saint-Germain, que prolongó en la orilla izquierda los grandes bulevares de la orilla norte.
Otros ejes como el boulevard Malesherbes o incluso los bulevares Barbès y Ornano, ambos hacia la Gare du Nord, permitieron atravesar los arrondissements externos en dirección al centro.

### Las plazas-rotondas
La interconexión entre los grandes ejes de circulación —bulevares, avenidas u otros— impuso la creación de plazas a su medida. La plaza del Châtelet, acondicionada por Davioud, fue la encrucijada entre los dos grandes ejes que atravesaban París de norte a sur y de este a oeste. Los trabajos de Haussmann reacondicionaron otras grandes plazas ya existentes a través de todo París: la place de l'Etoile, la place du Château-d'Eau o la place de l'Hôtel-de-Ville.
Otras fueron creadas a partir de cero como las plazas Malesherbes, de l'Alma, Pereire, de Puebla, du Prince-Eugène o incluso la de l'Opéra.

### Las estaciones ferroviarias

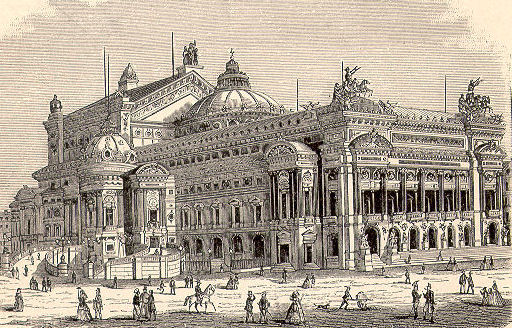
La Ópera Garnier.

Haussmann hizo construir la estación de Lyon en 1855 por François-Alexis Cendrier y la Gare du Nord en 1865 par Jacques Hittorff.
Soñaba con interconectar las estaciones parisinas por vías férreas entre sí, pero debió contentarse con facilitar su acceso conectándolas con ejes importantes. Desde la estación de Lyon, calle de Lyon, el bulevar Richard-Lenoir y el bulevar de Magenta permitían así llegar a la gare de l'Est. Dos ejes paralelos, rue La Fayette y boulevard Haussmann de una parte, rue de Châteaudun y rue de Maubeuge de otra, unen el barrio de la estación del Este y de la estación del Norte con el de gare Saint-Lazare. En la orilla izquierda, la calle de Rennes conecta con la gare Montparnasse, entonces situada en el actual emplazamiento de la Torre Montparnasse.

### Los monumentos

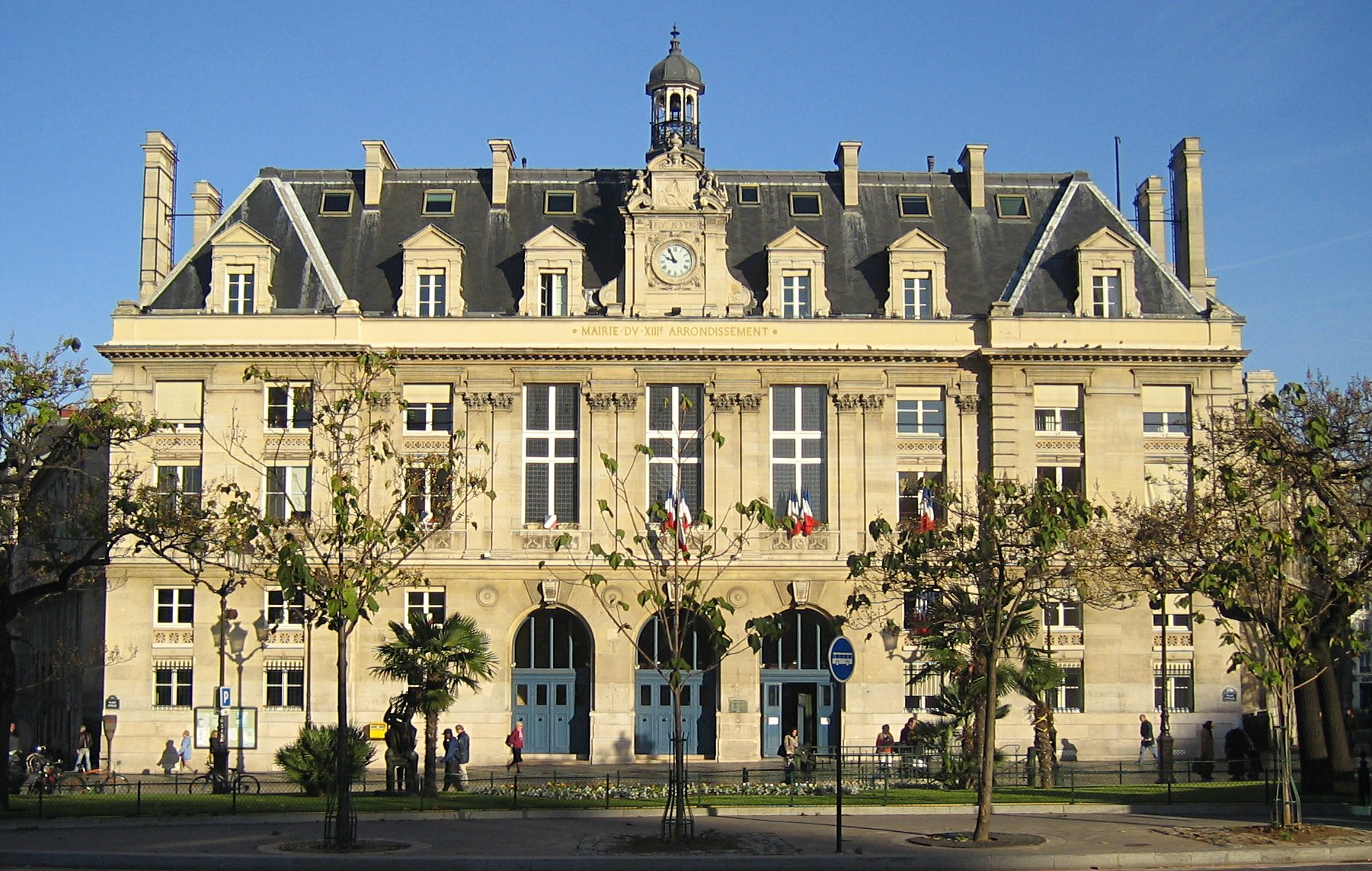
El ayuntamiento del XIII Distrito.

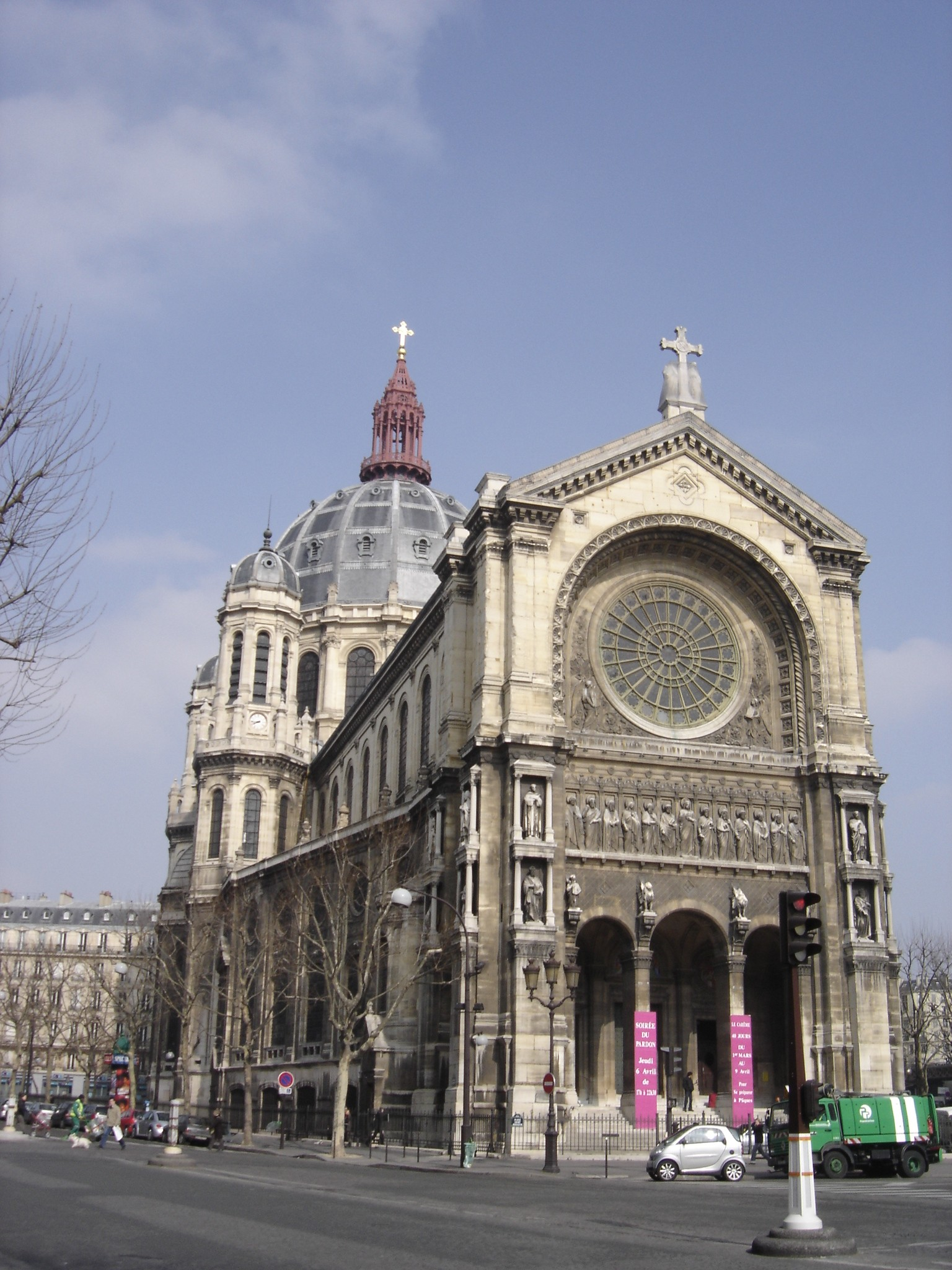
Iglesia de San Agustín

Napoleón III y Haussmann puntuaron la ciudad con realizaciones de prestigio. Charles Garnier construyó la Ópera Garnier en un estilo ecléctico y Gabriel Davioud concibió dos teatros simétricos sobre la plaza del Châtelet.
El Hôtel-Dieu, el cuartel de la ciudad (que se convertirá en la prefectura de policía) y el Tribunal de comercio reemplazaron los barrios medievales de la Île de la Cité. Cada uno de los veinte nuevos Distritos de París recibió su propio ayuntamiento.
Ellos se encargan de incluir estos monumentos en la ciudad, acondicionando grandes perspectivas. Así, la avenue de l'Opéra fue pensada para proporcionar un magnífico escenario al edificio de Garnier, pero este último la encontraba demasiado estrecha y debió realzar su fachada para luchar contra las alturas excesivas de los edificios a su alrededor, mientras que las casas que bloqueaban, según ellos, la catedral de Notre-Dame dieron paso a una gran explanada.
En el dominio religioso, el Segundo Imperio vio el advenimiento de la Iglesia San Eugenio (ahora église Saint-Eugène-Sainte-Cécile), la iglesia de la Santa Trinidad, de la iglesia de San Ambrosio y de la Iglesia de San Agustín. Esta última es notable por su alta bóveda sin contrafuertes, hecha posible por el uso de una estructura metálica, y su ubicación icónica en el cruce de varios bulevares principales.

### Equipamientos públicos modernos

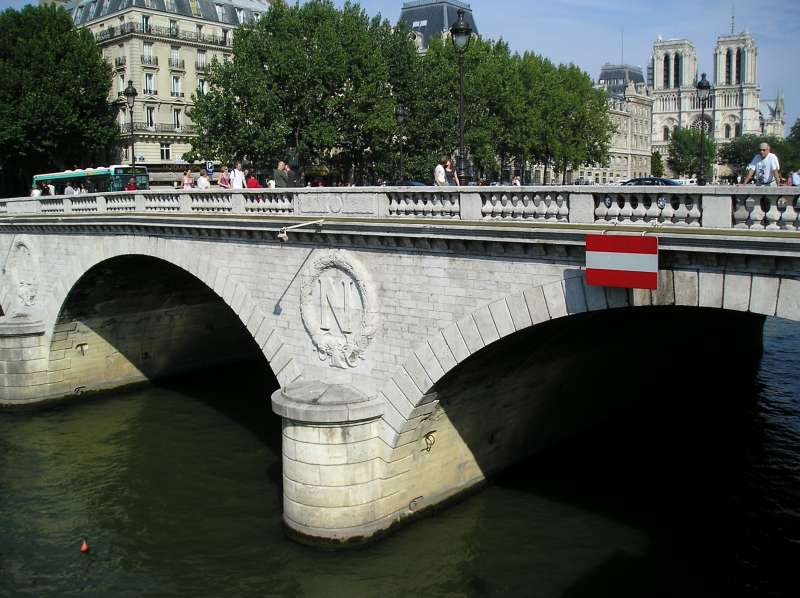
La «N» de Napoleón III sobre el puente Saint-Michel.

La renovación de París se quiso global. La salubridad de los alojamientos implicaba una mejor circulación del aire y también un mejor abastecimiento de agua y una mejor red de evacuación de los desechos.
En 1852, el agua potable llegaba principalmente del río Ourcq. Las máquinas de vapor extraían también agua del Sena, cuya higiene era deplorable. Haussmann confió al ingeniero Belgrand la realización de un nuevo sistema de abastecimiento de agua de la capital, que supuso la construcción de 600 kilómetros de acueducto entre 1865 y 1900. El primero, el del Dhuis, aportaba agua captada cerca de Château-Thierry. Estos acueductos vertían su agua en los depósitos situados en la capital. En la propia capital y al lado del parque Montsouris, Belgrand erigió entonces el depósito de agua más grande del mundo de la época para recibir el agua del Vanne, el réservoir de Montsouris.
Una segunda red, consagrada al agua no potable, también sacaba el agua del Ourcq y del Sena para la limpieza de las calles y el riego de los espacios verdes. Para lograr esto, un sifón invertido instalado bajo el pont de l'Alma permitía que las canalizaciones de la margen izquierda pasaran sus aguas a la orilla derecha.
La evacuación de las aguas sucias y de los desechos iba pareja con la traída de agua potable. Una vez más, fue el Segundo Imperio el que dio el impulso decisivo a la modernización de la red de alcantarillado de París. La ley de 1852 impuso la obligatoriedad de la conexión de los edificios a la red cuando la calle tuviera una. Las calles que no la tenían van a beneficiarse de la instalación de una red de sanemaiento totalmente visitable: más de 340 kilómetros de red fueron construidos bajo la dirección de Belgrand entre 1854 y 1870. La red era unitaria: las aguas de lluvia fluían por la misma canalización que las aguas negras. Los desagües dejaron de verter en el Sena en pleno centro de París, y desaguaron mucho más lejos, río abajo, en Asnières.
Estas dos redes, extensas y perfeccionadas en el curso de las épocas siguientes, siguen en uso hoy en día.
Napoleón III reorganizó también la distribución del gas en París. En 1850, confió una concesión a una compañía única, la Compagnie parisienne du gaz conservando siempre el control de los precios. El consumo de gas de alumbrado, un subproducto de la transformación (contaminante) de la hulla en coque, que había aparecido en París bajo la Monarquía de Julio, aumentó significativamente. El industrial y químico Payen advertía:

En efecto, mientras que en un intervalo de catorce años, 1848-1862, la población de París, incluyendo en ella la del territorio anexionado, apenas había aumentado a la mitad, el consumo de gas se había quintuplicado. En presencia de una progresión semejante, es el momento de notificar, ya que se puede prever, que en un futuro próximo no habrá un solo distrito de París absolutamente al abrigo de las emanaciones de estas fábricas.
En effet, tandis que dans un intervalle de quatorze années, de 1848 à 1862, la population de Paris, en y comprenant celle du territoire annexé, ne s’était guère accrue que de moitié, la consommation du gaz se trouvait quintuplée. En présence d’une semblable progression, il est temps d’aviser, car on peut prévoir que, dans un avenir peu éloigné il n’y aurait pas un seul arrondissement de Paris absolument à l’abri des émanations de ces usines.

Al mismo tiempo, Haussmann confió a Davioud la realización del mobiliario urbano que todavía está presente hoy en las aceras y los jardines de la capital.

### Los espacios verdes
Los espacios verdes eran raros en París, ciudad que siempre se había desarrollado en el interior de sus murallas que, a pesar de sucesivas extensiones, acababan por encorsetarla.
Seducido por los vastos parques londinenses, Napoleón III confió al ingeniero Jean-Charles Alphand, futuro sucesor de Haussmann bajo la República, la creación de varios parques y bosques. El bosque de Boulogne y el de Vincennes bordearon la ciudad al oeste y al este. En el interior de la muralla de Thiers, el parque des Buttes-Chaumont y el parque Montsouris ofrecían paseos a los habitantes de los barrios demasiado alejados de los grandes bosques exteriores. El parque Monceau, antigua propiedad de la familia 'Orléans, fue en parte dividido en lotes y construido. Cada barrio también recibió pequeños squares (alrededor de 80 plazas para los 80 barrios de París, siendo la voluntad de que cualquier habitante de París pudiese encontrar una plaza a menos de diez minutos a pie de su domicilio), mientras que filas de árboles bordeaban algunas avenidas (se estima en 80 000 el número de árboles plantados en las calles de París durante ese periodo).

### Ciudad que inspiró a Haussmann
Antes de asumir el cargo que Napoleón III le cedería a Haussmann, este era el prefecto de la región de Giróns. Vivía en Burdeos, una ciudad con amplias avenidas cuyo ancho guardaba proporción con la altura de las edificaciones que la flanqueaban, por lo tanto cuando tomó las riendas de la capital, lo hizo con la idea de que París se pareciera a Burdeos.

### Balance
Louis Lazare muestra que los trabajos habían eliminado 57 calles o pasajes, 2227 casas demolidas hasta el suelo y más de 25 000 habitantes, casi todos obreros, obligados a abandonar el centro de la ciudad fueron empujados hacia las afueras. Este desplazamiento, que siguió a la marcha de los trabajos en el centro de París, fue una migración forzada. La población se marchó predominantemente a los barrios vecinos del antiguo muro d'octroi, principalmente hacia los faubourgs du Temple, Saint-Antoine y Saint-Marceau sino también en los suburbios, principalmente en las comunas de Belleville, Ménilmontant, Charonne, Ternes, Montrouge, Vaugirard et Grenelle.

## Las críticas de la política urbana de Napoléon III y la salida de Haussmann
Artistas y arquitectos como Charles Garnier denunciaron la monotonía sofocante de esta arquitectura monumental. Políticos y escritores acusaron la extensión de las especulaciones y de la corrupción (La Curée, de Zola) y algunos acusaron sin razón a Haussmann de enriquecimiento personal. Las numerosas críticas se referían no obstante a cuestiones de fondo y van a acabar por hacer caer al prefecto.
El debate sobre la obra de Haussmann
Antes de nada deberíamos decir que en el caso de París y de Haussmann, las actuaciones que finalmente quedan a la vista son menos importantes que otras cosas que creó desde su puesto y que son calles que se pueden ver cada día. En este sentido podríamos decir que la intervención de Haussmann se apoya en un pilar fundamental que es la reforma en la forma de gestión y en la actividad administrativa de los poderes públicos.
El interés que tiene el plan de Haussmann radica en ser el primer ejemplo de una acción, sobre una trama ya existente, lo suficientemente amplia e importante como para mantenerse con el paso de los años y de las transformaciones sufridas posteriormente por la ciudad. Pero esta forma de actuar fue criticada en su tiempo. Si los liberales le criticaban sus “métodos financieros“, los intelectuales y artistas no le perdonaban lo que ellos entendían como la destrucción de los ambientes del viejo París y la vulgaridad de las nuevas construcciones. En general el plan de Haussmann funcionó perfectamente durante muchos decenios, pero luego llegó a quedarse inadecuado y “pequeño“ para las necesidades crecientes de los nuevos tiempos, con el agravante de que aquel enorme dispositivo se mostraba como un ente que carecía de flexibilidad y que oponía una gran resistencia a cualquier modificación. En el fondo Haussmann piensa que París puede ser “reordenado“ de una vez por todas y que esa reordenación deberá hacerse con criterios de regularidad geométrica y simetría aceptando en este punto los convencionalismos de la cultura de la academia. 
Haussmann no puede actuar como lo harán los urbanistas barrocos sino que su acción es un continuo estímulo y coordinación de las múltiples fuerzas que actúan de modo siempre variable sobre la formación urbana. 

### ¿El ensanche de las calles como arma de un régimen autoritario?

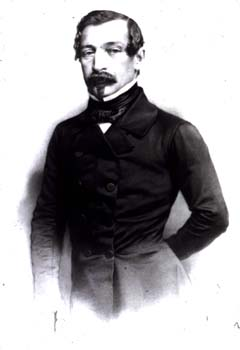
Napoleón III.

Los contemporáneos de Napoleón III lo acusaron de haber ocultado bajo las preocupaciones sociales e higienistas un proyecto esencialmente policíaco: la construcción de vías anchas habría tenido como objetivo principal facilitar los movimientos de tropas y el establecimiento de calles rectas habría permitido tirar con cañón sobre una la muchedumbre amotinada y sus barricadas.
La misma amplitud de los trabajos mostraba que los fines de Napoleón no podían limitarse al aspecto de la seguridad pública: más allá de la apertura de los bulevares que era la parte más espectacular, la transformación entrañaba el establecimiento de modernas redes en el subsuelo, la instalación de un mobiliario urbano eficaz en superficie y la armonización de la arquitectura a lo largo de las calles nuevas. Es verdad, no obstante, que Napoleón deseaba establecer un orden estricto. Haussmann no vaciló en explicar que sus aperturas facilitarían el mantenimiento del orden para promover sus proyectos ante el Consejo de París o ante los propietarios locales. La dimensión estratégica estaba pues presente, pero constituyó sólo un elemento entre otros. Posiblemente fue la más importante cuando se trataba de unir los principales cuarteles entre ellos. Esto concernió al bulevar Voltaire y la calle Monge, Gay-Lussac y Claude-Bernard, según Pierre Pinel.
Haussmann no fue responsable de la policía. Su mandato correspondió, al contrario, a un debilitamiento del prefecto de policía a favor del prefecto de París, que recuperó atribuciones como los problemas relacionados con la insalubridad, el alumbrado público y la limpieza de las calles.

### La quiebra del equilibrio social

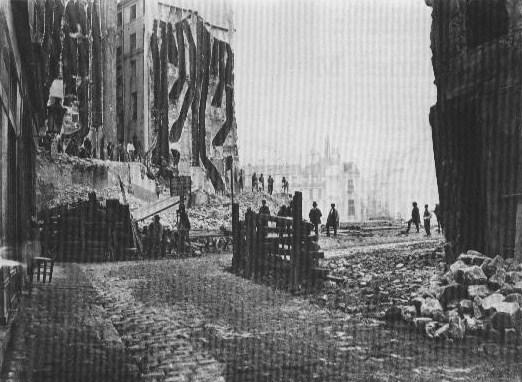
Apertura de la avenida de la Ópera.

A pesar de los ideales sociales que animaban en parte inicialmente las transformaciones de París en el espíritu de Napoleón III, numerosos observadores contemporáneos denunciaron los efectos demográficos y sociales de las operaciones urbanas llevadas a cabo por Haussmann.
Luis Lazare, autor bajo el prefecto Rambuteau de un importante dictionnaire des voies parisiennes [Diccionario administrativo e histórico de las calles de París y de sus monumentos], estimaba en 1861 en la Revue municipale que los trabajos haussmannianos contribuían a hacer crecer desmesuradamente la población necesitada de asistencia, atrayendo a París a una población pobre. De hecho, el propio Haussmann ralentizó en cierta medida los trabajos con el fin de evitar un exceso de afluencia de obreros a París.
Por otra parte las críticas denunciaron, desde los años 1850, los efectos que las renovaciones tenían sobre la composición social de París. De una manera un poco esquemática, se trazaba un retrato del edificio parisino pre-haussmanniano como síntesis de la jerarquía social parisina: burgueses, en el primer piso; funcionarios y empleados, en los segundos y terceros; obreros, en el cuarto; personal de servicio, estudiantes y pobres, en los desvanes. Todas las clases sociales coincidían así en el mismo edificio. Esta convivencia, que debía ser matizada desde luego según los barrios, habría desaparecido en gran parte después de los trabajos de Haussmann. Estos habrían tenido dos efectos según el plan de reparto del hábitat en París:
- Las renovaciones del centro de la ciudad entrañaron una subida de los alquileres que habría forzado a las familias pobres a trasladarse hacia los distritos periféricos. Se constata en los censos de población:[19]

- Algunas decisiones de esta política urbanística contribuyeron a desequilibrar la composición social de París entre el oeste, rico, y el este de la ciudad, desfavorecido. Así ningún barrio del este parisino fue beneficiado con obras comparables a las largas avenidas en torno a la plaza de la Estrella en los distritos XVI y XVII. Los pobres se concentraban entonces en los barrios que quedaron fuera de las renovaciones.

En respuesta, Haussmann puso por delante la creación, muy compleja, del bosque de Vincennes, destinando a proporcionar a las poblaciones de obreros un paseo comparable al bosque de Boulogne. Por otro lado, hay que anotar que los barrios insalubres «nettoyés» por Haussmann no albergaban apenas burgueses.
Así se constituyó una forma de zonificación que dominó siempre la distribución de los habitantes y de las actividades en París y su banlieue próxima: en el centro y en el oeste, las oficinas y los barrios burgueses, al este y en la periferia los habitantes más pobres y las actividades industriales.

### La crisis del sistema de financiación
A fines de los años 1860, el sistema de financiación ya conoció disfunciones. La anexión de las comunas colindantes en 1860 había sido muy cara: los trabajos a realizar en estos barrios suburbanos eran más importantes que en el centro de la ciudad, ya provistos de algunos equipamientos. Los créditos previstos fueron, por mucho, insuficientes. Por otra parte, la flexibilización del mismo régimen político hacía más difíciles las expropiaciones; la jurisprudencia del Consejo de Estado y de la Corte de Casación intervino casi siempre en favor de los propietarios.
Además los parisinos soportaban ya mal las obras que paralizaban la ciudad desde hacía casi más de veinte años. Las redes de bulevares que saturaban los distritos exteriores con obras no tenían una utilidad tan evidente como la apertura del bulevar de Sébastopol o del bulevar Saint-Germain.
Jules Ferry se hizo un nombre gracias de una serie de artículos de prensa reagrupados bajo el título Les Comptes fantastiques d’Haussmann (Las cuentas fantásticas de Haussmann). Denunciaba la ambición exagerada de los últimos proyectos y su financiación incierta. Estos proyectos eran financiados en efecto, no por el préstamo, sino por bonos de delegación emitidos por la Caisse des travaux de Paris [Caja de las obras de París], fuera del control del Parlamento.
Haussmann fue finalmente depuesto de su cargo a principios de 1870, algunos meses antes del fin del Segundo Imperio, al que había servido durante toda su duración. Las deudas contraídas fueron finalmente absorbidas por la Tercera República.

## El impacto de la renovación de París

### La estética haussmanniana: la «calle-muro»

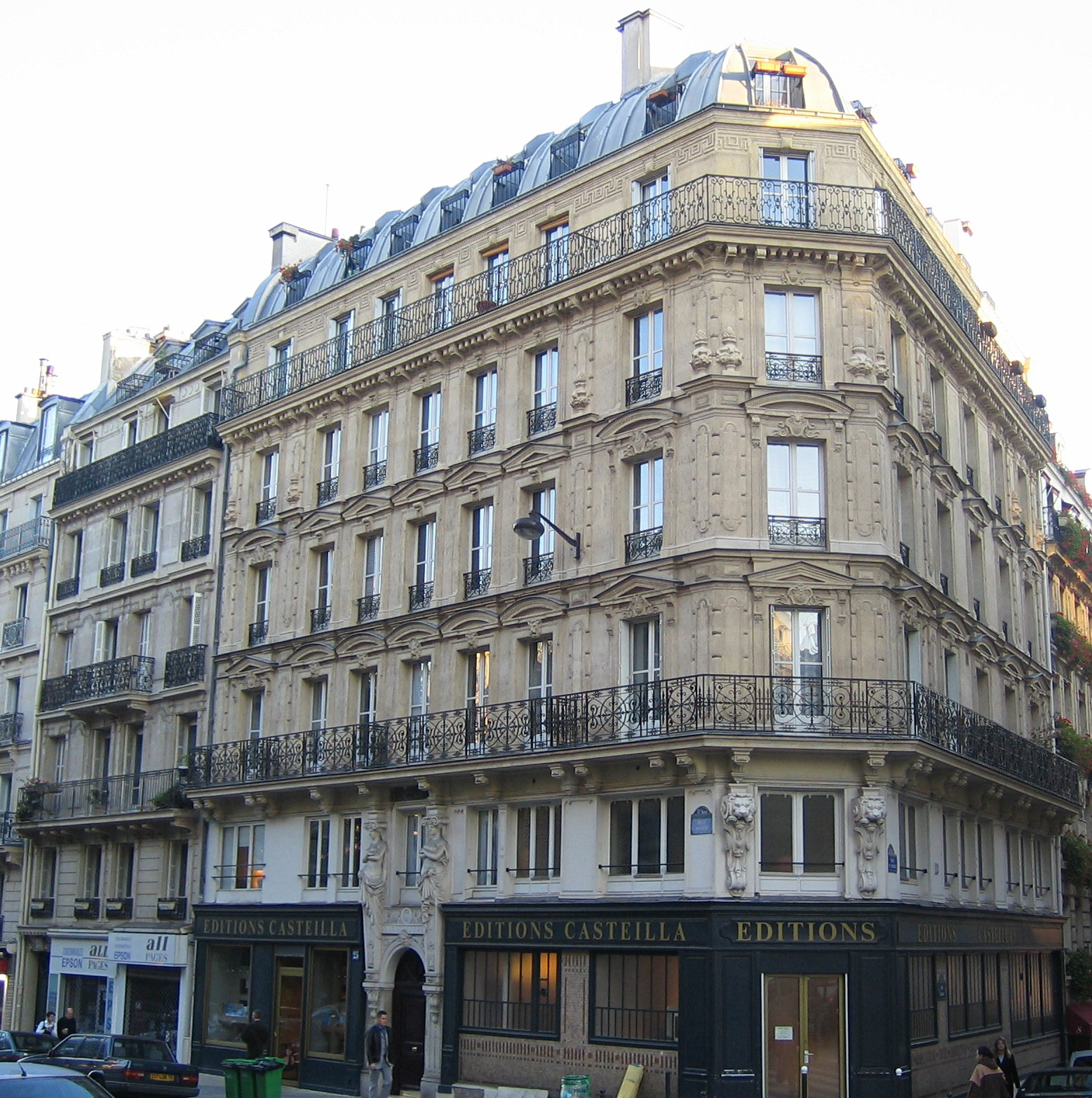
Rue Monge: los tres niveles de la fachada haussmanniana clásica.

El «haussmannianismo» no se contentó solamente con trazar calles y crear los equipamientos adecuados. Intervino también en el aspecto estético de los inmuebles privados.
El frente de la calle de la manzana (en francés, islote, îlot) fue concebido como un conjunto arquitectónico homogéneo. El inmueble no era autónomo y debía contribuir a un paisaje urbano unificado con los otros edificios apoyados en las nuevas aperturas. Sin embargo, la manzana haussmanniana sigue siendo heterogénea: únicamente las parcelas situadas en las nuevas aperturas se vieron afectadas por la modernización, y las otras parcelas de la manzana anterior no se destruyeron; las edificaciones de siglos anteriores cohabitaban con los nuevos edificios, y el azar de las parcelas inedificables, revelaba la parte trasera de esas construcciones en patios o en las nuevas alineaciones.
El Reglamento de urbanismo de París y las servidumbres impuestas por los poderes públicos favorecieron una tipología que llevó a término la evolución clásica del inmueble parisino hacia la fachada característica del París haussmanniano:
- planta baja (rez-de-chaussée) y entresuelo con un muro de almohadillado;
- planta piso «noble» con uno o dos balcones; segundo y tercer piso[20] en el mismo estilo pero con enmarcaciones de ventanas menos ricas;
- cuarto piso con balcón corrido, sin decoraciones;
- buhardillas o desvanes a 45 grados respecto al plano de fachada.

La fachada se organiza alrededor de líneas horizontales fuertes que a menudo continúan de un edificio a otro: balcones, cornisas,  alineación perfecta de fachadas sin retiros ni salientes importantes. El modelo de la calle de Rivoli se extiende al conjunto de las nuevas vías parisinas, a riesgo de una uniformización de ciertos barrios. Sobre la fachada, los progresos de las técnicas de aserradura y de transporte permitieron utilizar la piedra de sillería en «gran aparejo», es decir en forma de gruesos bloques y no como un simple aplacado. Las calles producen un efecto monumental que dispensaba a los edificios de recurrir a la decoración: las esculturas o moldeados no se multiplicarán hasta finales del siglo.

### Posteridad del haussmannianismo

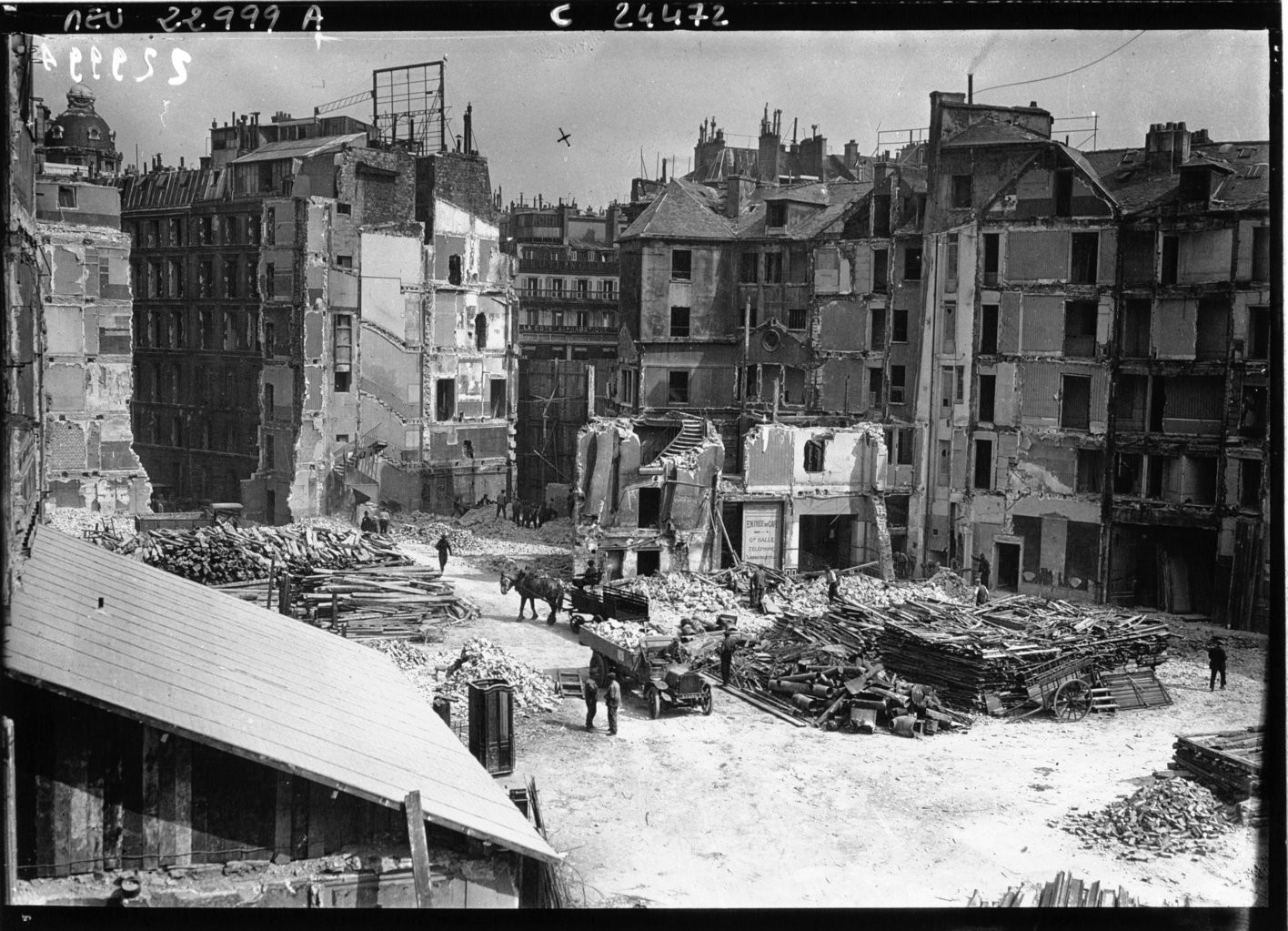
La finalización del boulevard Haussmann en 1925.

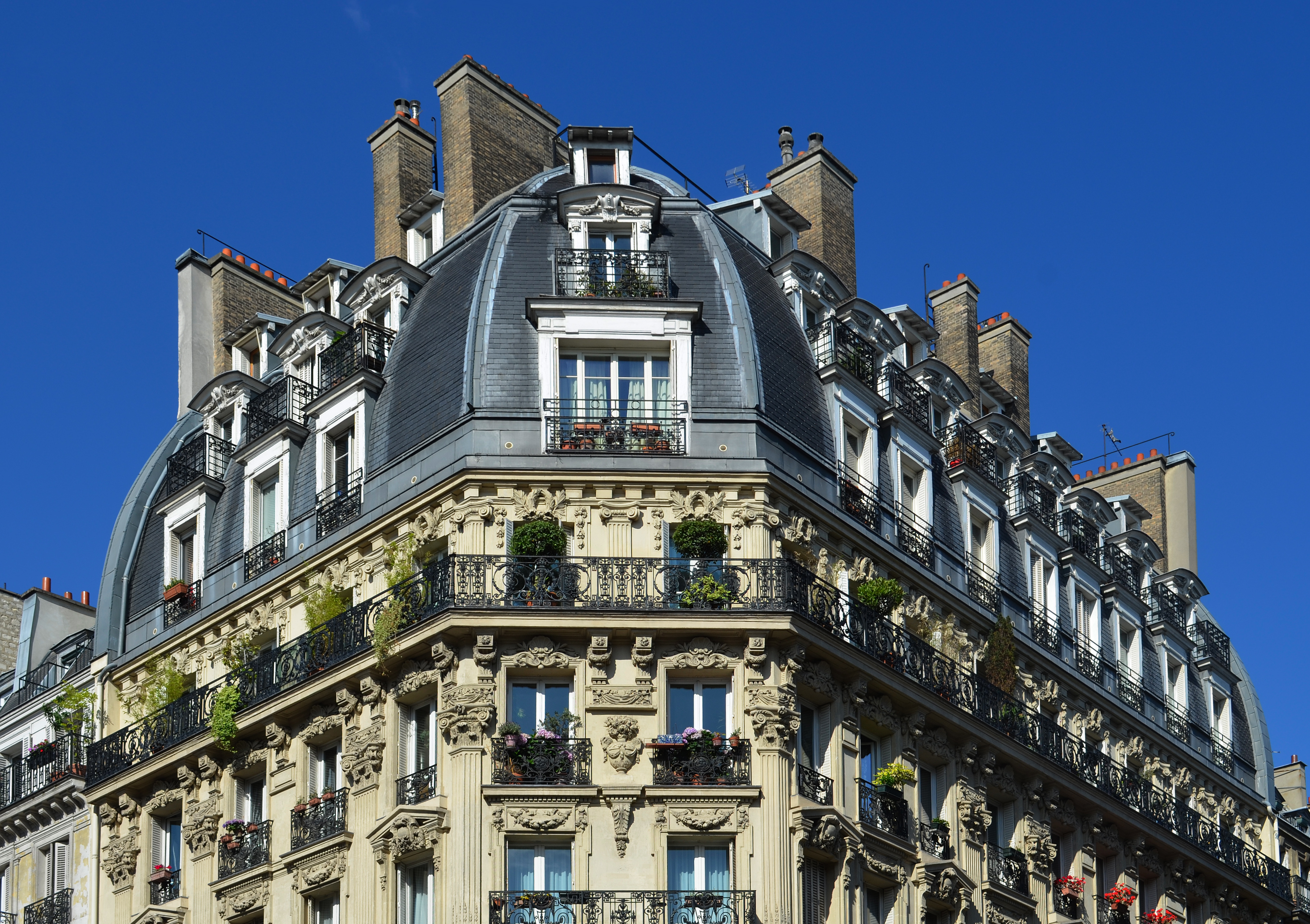
Inmueble post-haussmanniano (n.° 72 de la rue de Rennes, París).

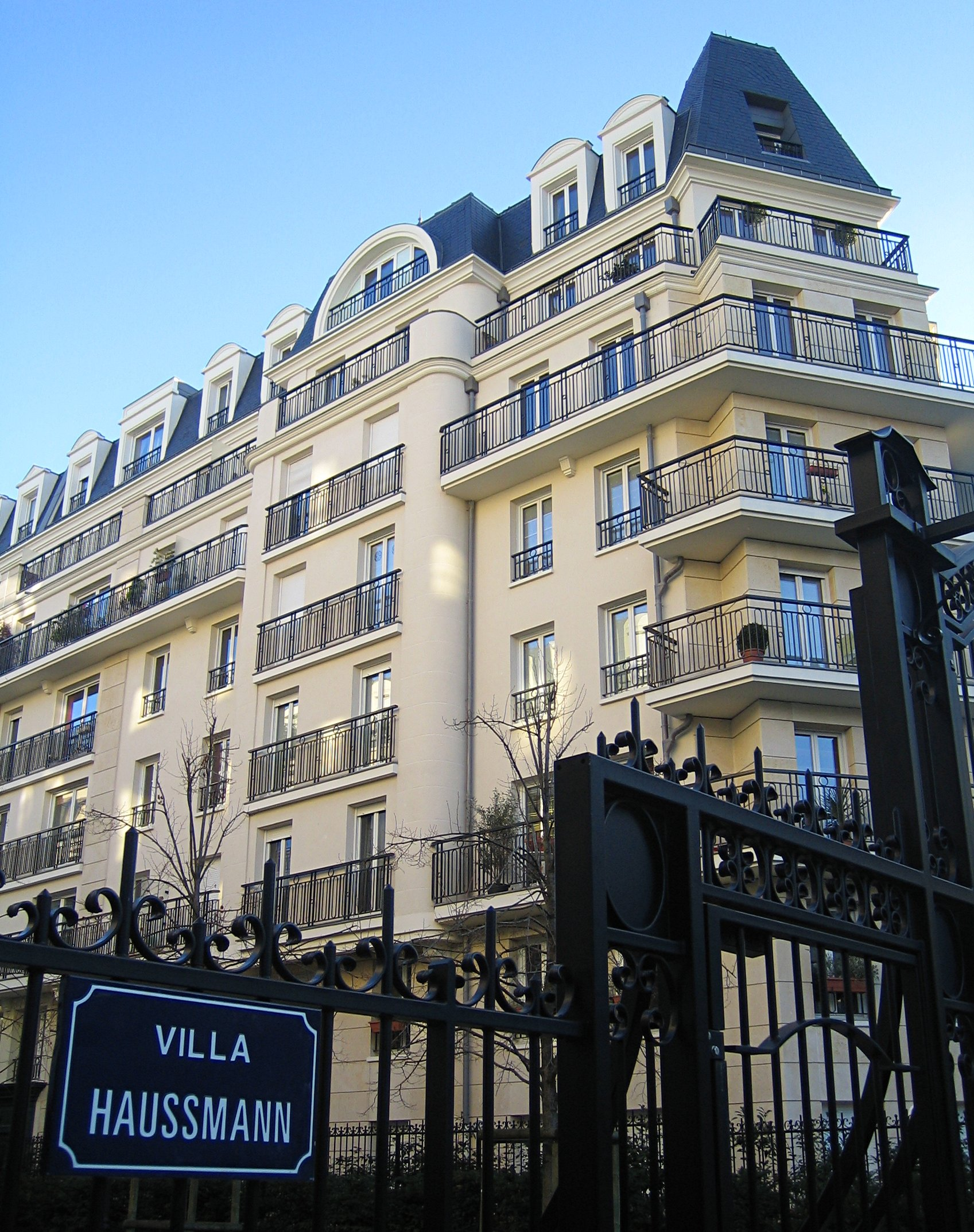
El barrio hausmaniano en Issy-les-Moulineaux

Las transformaciones haussmannianas mejoraron la calidad de vida en la capital. Las grandes epidemias, en especial las del cólera, desaparecieron, (pero no las de tuberculosis), la circulación fue mejorada, los nuevos inmuebles fueron construidos mejor y más funcionalmente que los antiguos. Pero no habiendo intervenido más que puntualmente sobre los barrios antiguos, quedaban aún zonas insalubres, lo que explica el resurgir de las ideas higienistas en el siglo siguiente, y después la radicalidad de algunos urbanistas del siglo XX.
El Segundo Imperio marcó tanto la historia urbana de París que todas las corrientes arquitectónicas y urbanísticas posteriores se verán forzadas a referirse a él, sea para adaptarse o para rechazarlo, o aun para intentar repetir ciertos elementos.
Se puede fechar el fin del hausmanianismo «puro» en los reglamentos de urbanismo de París de 1882 y 1884, que rompieron con la uniformidad de la calle clásica permitiendo los salientes y las primeras fantasías al nivel del tejado, que se desarrollarán considerablemente después del reglamento de 1902. No obstante todavía se trata sólo de un «pos-haussmannianismo», que no rechaza más que la austeridad del modelo napoleónico sin cuestionar la disposición general de las calles y de las manzanas.
Después de la Segunda Guerra Mundial, en cambio, las nuevas necesidades de alojamiento y el advenimiento, un siglo después de Napoleón III, de un nuevo poder voluntarista con la Quinta República gaullista abrieron una nueva era del urbanismo parisino. Esta rechazó casi completamente la herencia haussmaniana en provecho de las ideas de Le Corbusier, abandonando la alineación sobre la calle, la limitación del gálibo y la calle misma, abandonada al automóvil en detrimento de los espacios peatonales en «urbanismo de Dalle» (urbanismo de reconstrucción después de la Segunda Guerra Mundial). Este nuevo modelo fue puesto rápidamente en tela de juicio en los años 1970, que marcaron el principio del redescubrimiento de la herencia haussmaniana: la vuelta a la calle multifuncional se acompañó de una vuelta a la limitación del gálibo y, en ciertos barrios, de una tentativa de recobrar la homogeneidad arquitectónica de las manzanas del Segundo Imperio.
La opinión pública parisina tiene hoy una visión positiva de la herencia haussmanniana, hasta el punto de que ciertas ciudades de los suburbios, por ejemplo Issy-les-Moulineaux o Puteaux, han construido barrios que reivindican hasta en su nombre («distrito haussmanniano») la herencia haussmanniana. Estos barrios son en realidad pastiches de la arquitectura pos-haussmanniana de principios del siglo XX con sus «miradores» y sus logias (balcones espaciosos, sobre todo cubiertos, conteniendo un cierre sobre una de sus caras).